# 요크 요새
요크 요새(Fort York)는 19세기 초에 토론토, 온타리오주의 포트 요크 지역에 지어진 군사 요새이다. 이 요새는 영국군과 캐나다군이 주둔했으며 토론토 항구의 입구를 방어했다. 이 요새는 돌로 마감된 토벽과 그 안에 두 개의 블록하우스를 포함한 여덟 개의 역사적인 건물을 특징으로 한다. 이 요새는 포트 요크 국립 사적지의 일부를 이루며, 요새, 개리슨 커먼, 군인 묘지, 방문객 센터를 포함하는 16.6 ha  (41 ac) 규모의 부지이다.
이 요새는 1793년 존 그레이브스 심코에 의해 세워진 주둔지에서 시작되었다. 영국-미국 간의 긴장이 고조되면서 요새는 1798년에 추가로 강화되고 공식적인 영국 육군 주둔지로 지정되었다. 원래의 요새는 1813년 4월 요크 전투 이후 미국군에 의해 파괴되었다. 요새 재건 작업은 1813년 후반에 옛 요새의 잔해 위에 시작되어 1815년에 완료되었다. 재건된 요새는 미영 전쟁의 남은 기간 동안 군 병원으로 사용되었지만, 1814년 8월에는 잠시 미국 해군 함정과의 전투를 벌이기도 했다.
포트 요크는 1840년대에 서쪽에 뉴 포트 요크가 개장했음에도 불구하고 영국 육군과 캐나다 민병대에서 계속 사용되었다. 1870년에 이 재산은 공식적으로 캐나다 민병대로 이전되었다. 시 정부는 1909년에 요새의 소유권을 인수했지만, 캐나다군은 제2차 세계 대전이 끝날 때까지 요새를 간헐적으로 계속 사용했다.
요새와 주변 지역은 1923년에 캐나다 국립 사적지로 지정되었다. 요새는 1934년에 19세기 초의 모습으로 복원되었고, 미영 전쟁과 19세기 캐나다의 군사 생활에 대한 박물관으로 재개장했다.

## 이름
포트 요크라는 이름은 레트로님으로, 요새는 처음에는 개리슨, 요크의 개리슨, 또는 요크의 요새라고 불렸으며, 후자의 두 이름은 요새가 보호하던 정착지에서 따왔다. 1841년에 새로운 요새가 건설된 후, 토론토 주민들은 새로운 요새와 구별하기 위해 이전 요새를 구 요새(Old Fort)라고 불렀다. 1870년대에 구 요새를 지칭하는 용어로 포트 요크가 등장했다. 이 부지는 20세기 초에 역사 박물관으로 전환된 시점부터 1970년에 토론토 역사 학회가 이 부지를 역사적인 포트 요크로 재브랜딩할 때까지 올드 포트 요크(Old Fort York)로 불렸다.

## 역사
영국은 1780년대에 토론토를 잠재적인 정착지 및 군사 부지로 처음 검토했지만, 영구적인 군사 주둔은 1793년 영국-미국 관계가 악화된 시기까지 토론토에 설치되지 않았다. 1790년대 초, 어퍼캐나다의 부총독, 존 그레이브스 심코는 토론토에 요새를 건설하는 것을 고려하기 시작했다. 이는 고립된 영국 주둔지를 미국 북서부 영토와 미국-캐나다 국경 근처에서 더 중앙 집중적인 위치로 재배치하고, 미국과의 긴장을 완화하기 위해 미국 영토에서 영국군을 철수시키려는 더 큰 노력의 일환이었다. 심코가 토론토에 요새를 건설하기로 결정한 것은 미국군이 킹스턴의 해군 기지를 포함하여 국경 지역의 영국군 진지를 점령할 수 있다는 그의 평가에도 영향을 받았다.
심코는 국경과 멀리 떨어져 있고, 자연 항구가 물에서 단 하나의 접근 지점만을 가지고 있어 방어하기 쉽다는 점 때문에 토론토(1793년부터 1834년까지 요크로 개명)를 새로운 군사 주둔지 위치로 선택했다. 일단 설립되면, 심코는 이 항구를 온타리오호에 대한 영국의 통제를 행사할 수 있고, 서쪽에서 어퍼캐나다 동부로 잠재적인 미국 공격을 격퇴할 수 있는 기지로 상상했다.

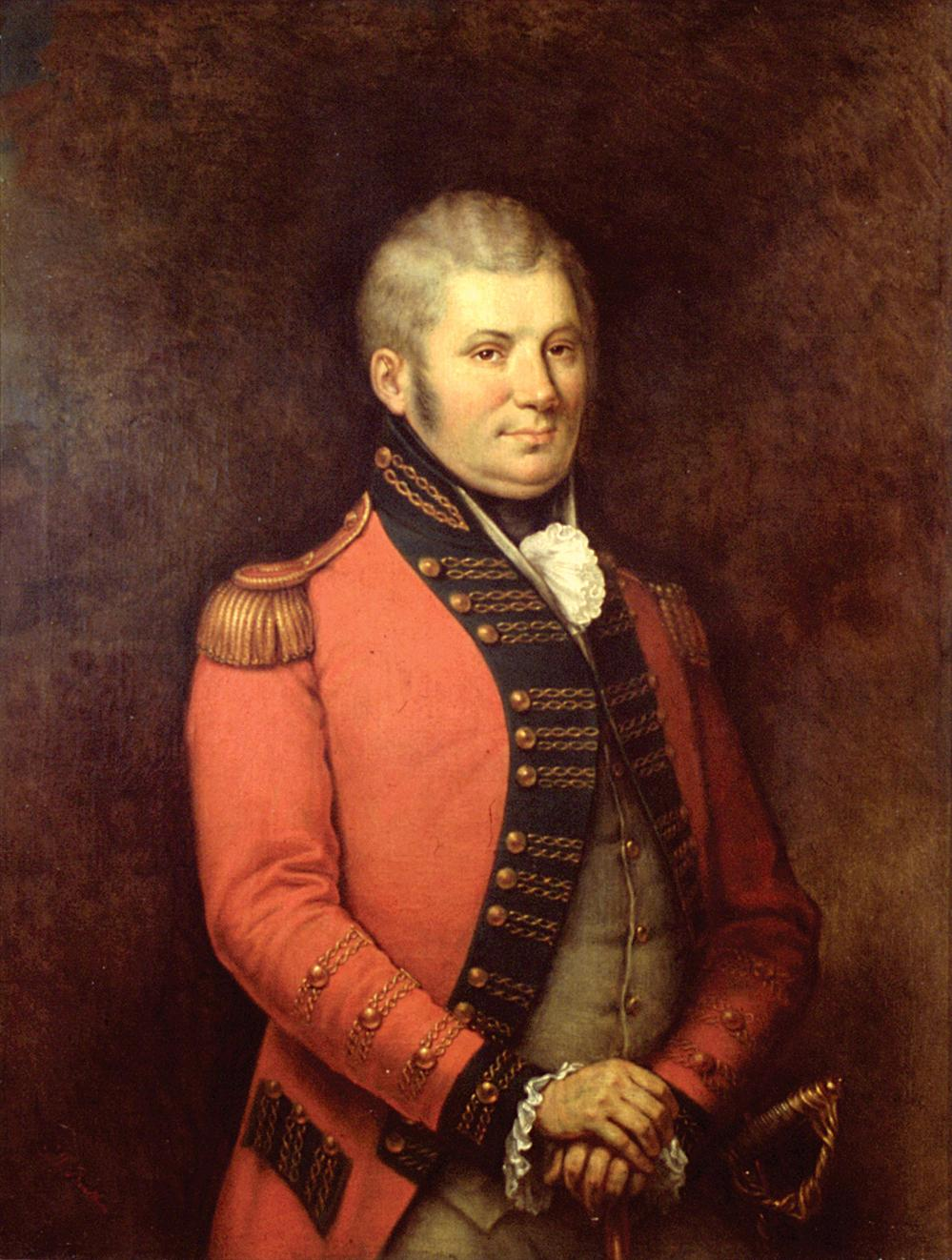
어퍼캐나다의 부총독 존 그레이브스 심코. 그는 1790년대에 토론토에 주둔지를 설립하는 것을 처음 고려했다.

그는 또한 요새가 영국군이 식민지 전역으로 파견될 수 있는 교통망의 중심 역할을 할 것이라고 구상했다. 심코는 요새가 오대호에 대한 대체 교통 경로 역할을 하는 동서 도로와 조지언만으로 이어지는 남북 수송로를 따라 일련의 보조 요새망에 연결되도록 계획했다. 후자의 경로는 이리호와 디트로이트강을 통한 경로가 미국군에 의해 차단될 경우, 휴런호, 미시간호, 슈피리어호의 영국 전초기지와의 통신을 유지하는 데 필수적이었다. 그러나 계획된 보조 요새 중 많은 부분이 건설되지 못했는데, 심코가 이를 건설하는 데 필요한 자금을 확보할 수 없었기 때문이었다.

### 원래 요새 (1793–1813)
첫 번째 영구적인 영국 주둔지는 1793년 7월 20일 토론토에 설립되었다. 이때 퀸스 레인저스 병사 100명이 개리슨 크릭 주변에 상륙했고; 요새 부지에 겨울 숙소를 위해 생목으로 지어진 30개의 오두막을 건설했다. 이 오두막들은 현재 요새의 형태와 유사한 삼각형 모양으로 배치되었다. 심코는 포트 요크가 정착지의 항구를 중심으로 건설된 방어 단지의 일부가 되도록 계획했으며, 요새는 지브롤터 포인트에 계획된 또 다른 요새의 북쪽에 위치하게 했다. 그러나 정착지를 추가로 요새화하려는 그의 제안은 캐나다 총독, 도체스터 경에 의해 거부되었다. 그는 그 돈이 대신 킹스턴의 해군 기지 방어 개선에 사용되어야 한다고 주장했다.

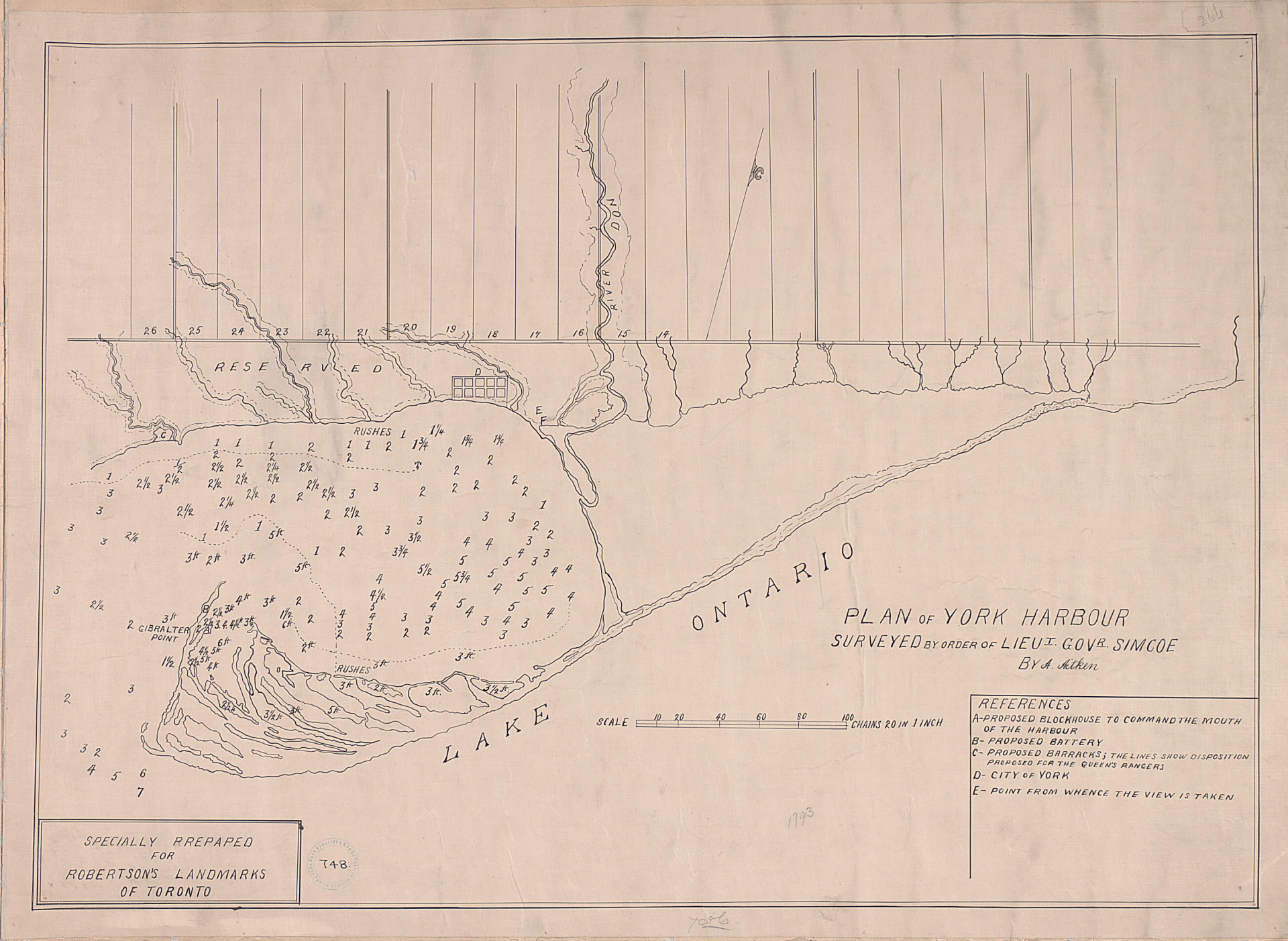
1793년 요크, 어퍼 캐나다 계획도. 포트 요크는 북서쪽 해안선에 C.로 표시되어 있으며, 요크 항구의 입구를 보호한다.

심코는 총독의 반대에도 불구하고 포트 요크 건설을 강행했다. 그러나 요새가 공식적인 군사 주둔지가 아니었기 때문에 군사 자금이 아닌 주 재정에서 자금을 조달해야 했다. 1793년 11월까지 포트 요크는 두 개의 통나무 병영, 목책, 그리고 목재를 제공하는 제재소로 구성되었다. 다음 해에 퀸스 레인저스는 경비 초소와 지브롤터 포인트 근처의 두 개의 블록하우스를 건설했지만, 심코가 구상했던 것보다는 작은 규모였다. 요새는 항구의 접근 지점과 미국군이 정착지로 진격할 가능성이 가장 높은 육로 접근로를 방어했다. 영국 계획자들은 미국군이 항구 서쪽에 상륙하여 해군 함정의 지원을 받아 정착지로 진격할 것이라고 믿었다. 심코는 1794년 말까지 요크의 요새화를 계속 개발했지만, 요크가 현재 상태로는 방어될 수 없다고 결론지었다. 1794년, 심코는 북서부 영토에 마이애미 요새를 건설하라는 명령을 받은 후 이 요새들에서 여러 포병을 가져갔고, 요크에는 킹스턴에서 가져온 몇 개의 폐기된 총만 남았다.
식민지 행정부 대부분이 1796년 요크로 이전될 무렵, 요새에는 147명의 병력이 주둔하고 있었다. 요크의 조선소가 험버 베이에 기반을 두고 있었고, 항구에는 해군 기지가 없었기 때문에 포트 요크의 방어 능력은 여전히 제한적이었다. 그러나 요새 주변에 두 개의 블록하우스가 추가로 건설되었으며, 그 중 하나는 포트 요크에 있었다. 포트 요크의 블록하우스에는 선박을 항구로 안내하는 데 사용되는 큐폴라도 있었다.

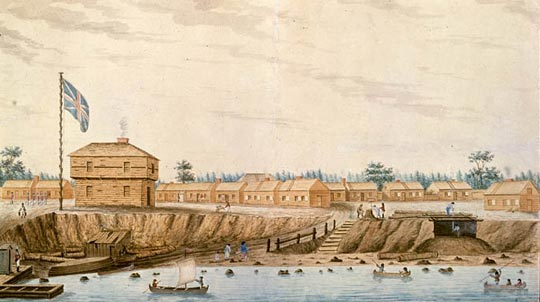
1804년의 포트 요크. 요새의 원래 구조물 대부분은 18세기 말에 개조되거나 재건되었다.

1798년 말, 포트 요크는 공식적으로 영국 육군 주둔지가 되어 군사 용도로 할당된 자금을 사용할 수 있게 되었다. 요새가 공식 군사 주둔지가 된 후, 요새 주변에 목책이 건설되었다. 원래의 많은 구조물도 새로운 건물로 대체되었는데, 여기에는 막사, 마차 및 엔진 창고, 식민지 정부 청사, 경비 초소, 화약고, 그리고 창고가 포함되었다. 19세기 초 영국-미국 간의 긴장이 다시 고조되면서, 아이작 브록 소장은 세 개의 포대 건설과 요새 서쪽 경계에 벽과 건조 해자를 건설하도록 명령했다. 포대는 가열된 포탄을 발사할 수 있는 용광로를 갖추고 있었으며, 포대의 고정 사거리 밖의 위협에 대응하기 위해 추가로 12파운드 대포가 이동식 수레에 설치되었다.
심코의 요크를 해군 기지로 사용하자는 원래 제안은 19세기 초에도 재고되었으며, 정부 청사 근처의 요새를 확장하여 해군 기지를 수용할 계획이 있었다. 그러나 어퍼캐나다의 해군 자산 대부분은 킹스턴에 기반을 두고 있었기 때문에 캐나다 총독 조지 프레보스트는 요크로의 이전을 단계적으로 진행할 계획이었다.

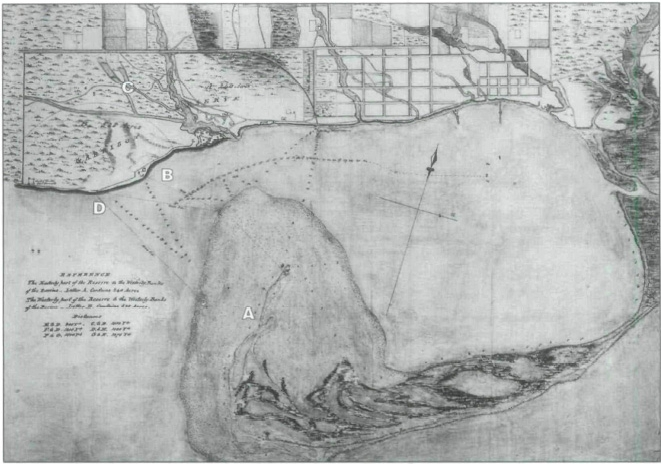
1813년 요크 전투 이전 요크 지도. 요새는 항구 입구 북쪽에 보인다.

미국의 선전포고 소식이 요크에 전해지자, 요새의 정규군과 군사 기병대는 나이아가라 반도로 떠났고, 결국 퀸스턴 하이츠 전투에 참전했다. 병력이 나이아가라에 배치된 동안, 포트 요크는 캐나다 민병대가 주둔했다. 그러나 식민지 행정부는 요새 방어를 추가로 개선하지 않고는 공격을 격퇴할 수 없다는 것을 분명히 알았지만, 전시 물자 부족으로 인해 불가능했다.

#### 요크 전투
요크 시는 결국 1813년 4월 미국군에 의해 공격받았다. 이 공격은 헨리 디어본이 캐나다를 점령하려는 계획의 첫 번째 부분으로, 먼저 요크를 공격한 다음 나이아가라 반도, 킹스턴, 그리고 마지막으로 몬트리올을 공격하는 것이었다. 포트 요크는 시와 지브롤터 포인트 주변의 포대와 블록하우스를 포함한 정착지 방어의 일부를 형성했다. 미국 선박이 접근한다는 보고가 정착지에 도달하자, 이 지역의 대부분의 직업 군인, 퍼스트 네이션 연합 전사, 그리고 일부 지역 민병대원들이 요새에 집결했다. 정착지 동쪽에서는 상륙이 일어나지 않을 것이 분명해지자, 시의 블록하우스에 주둔했던 정규군과 민병대는 나중에 포트 요크에 재집결하라는 명령을 받았다.

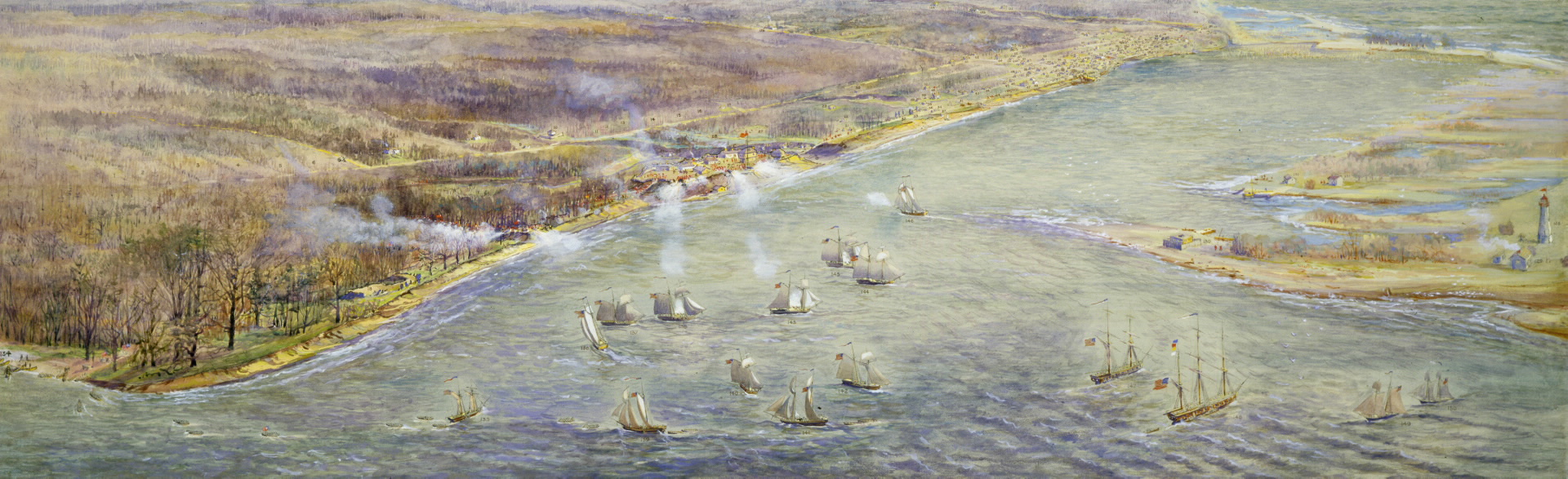
요크 전투 중 미국 해군 비행단이 요새와 교전한다

대부분의 전투는 요새 서쪽 약 2 km (1.2 mi) 지점의 미국군 상륙 시 발생했다. 상륙을 막지 못하고 서쪽 포대의 병력을 격퇴하지 못한 영국-퍼스트 네이션 연합군은 결국 요새로 후퇴했다. 미국군은 요새를 향해 동쪽으로 진격하여 요새 성벽 밖에 집결하여 요새와 포병 교전을 벌였다. 해군 함대 또한 요새 바로 남쪽에 재배치하여 요새의 목책을 포격했다. 전투에서 패배했음을 인지한 영국 지휘관 로저 헤일 쉐프는 요새에서 조용히 철수하고, 요새의 화약고를 폭발시켜 점령을 막으라고 명령했다. 양측은 쉐프의 요새 철수가 완료될 때까지 포병 교전을 계속했다. 영국 국기가 요새 깃대에 남아 있었기 때문에 성벽 밖에 집결한 미국군은 요새가 여전히 점령되어 있다고 추정했다.

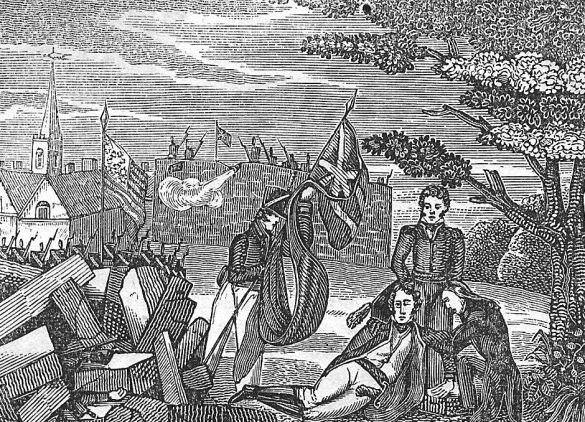
포트 요크의 화약고 폭발 후 미군 준장 제불론 파이크의 죽음.

화약고에는 74톤의 철탄과 300통의 화약이 들어 있었기 때문에, 화약고가 점화되자 상당량의 파편이 공중으로 발사되어 아직 요새 밖에 있던 미군에게 떨어졌다. 이 폭발로 인해 준장 제불론 파이크를 포함하여 250명 이상의 미군 사상자가 발생했다. 폭발 후 반격을 우려한 미군은 성벽 밖에서 재집결했으며, 영국군이 요크를 떠난 후에야 비로소 버려진 요새로 진격했다.
요새는 마을이 항복한 후 미군에 의해 점령되었다. 짧은 점령 기간 동안 민병대원들은 이틀 동안 요새에 구금되었다가 "가석방"으로 풀려났다. 영국군 전사자들은 요새 안에 얕은 무덤에 묻혔지만, 미군이 마을을 떠난 후 요새 밖에 다시 묻혔다. 화약고 폭발로 이미 손상된 정부 청사는 1813년 5월 1일 미군에 의해 불탔다. 요크를 떠나기 전에 미군은 막사를 제외한 요새의 대부분의 구조물을 포함하여 여러 건물을 더 파괴했다.

### 재건된 요새 (1813–1932)

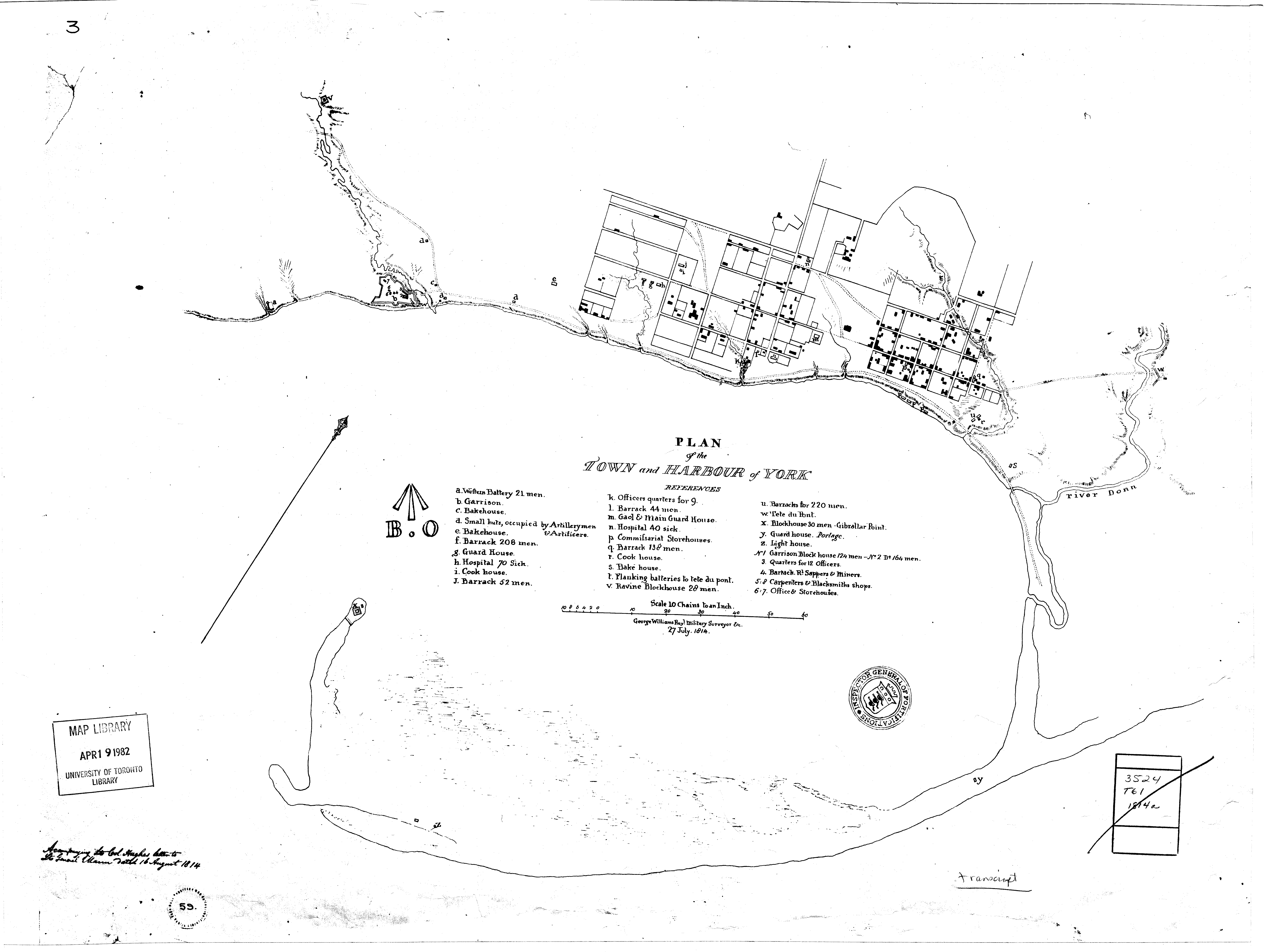
1814년 포트 요크와 정착지 지도

요새와 주변 블록하우스를 포함한 정착지의 방어 시설을 재건하려는 계획은 1813년 하반기에 영국 왕립 해군이 요크 항구에 배치할 예정이었던 네 척의 함정을 방어하기 위해 착수되었다. 1813년 11월까지 요새에는 정부청사 포대와 원형 포대를 포함한 여러 구조물이 완공되었으며, 각각 2개의 8 in (20 cm) 박격포가 장착되었고, 두 개의 추가 블록하우스가 거의 완공되었다. 블록하우스는 또한 시의 병력을 즉시 주둔시킬 수 있도록 병영으로도 사용될 수 있도록 설계되었다. 다음 해에는 또 다른 공격이 발생할 경우 미국군에게 은폐물을 제공하지 않기 위해 요새 주변의 숲이 정리되었으며, 방어용 토벽, 병영, 화약고가 재건되었다. 요새는 1815년경까지 완공되지 못했는데, 요크에 배치된 기술병 수가 적었고, 1813~14년 겨울이 따뜻하여 그 계절 동안 썰매를 이용한 물자 수송이 불가능했기 때문이었다.
요새는 1813년 하반기부터 전쟁이 끝날 때까지 병원 센터로 운영되었으며, 요크에 주둔한 해군 비행단은 나이아가라 전선에서 부상당한 병사들을 마을로 수송하는 데 도움을 주었다. 1814년 8월 6일, 영국 선박이 그곳에 주둔하고 있다는 의심 하에 미국 해군 비행단이 요크 항구 근처에 도착했다. 비행단은 시의 방어 시설을 평가하려는 책략으로 백기를 달고 항구 안으로 항해하기 위해 USS Lady of the Lake를 파견했다. 그러나 요새에 주둔한 민병대가 선박에 발포하여, 레이디 오브 더 레이크가 항구 밖의 비행단으로 철수하기 전에 양측이 교전을 벌였다. 미국 비행단은 요새에 대한 또 다른 공격을 시도하지 않았지만, 요크 항구 밖에 3일 동안 머물다가 항해를 떠났다.

#### 미영 전쟁 이후

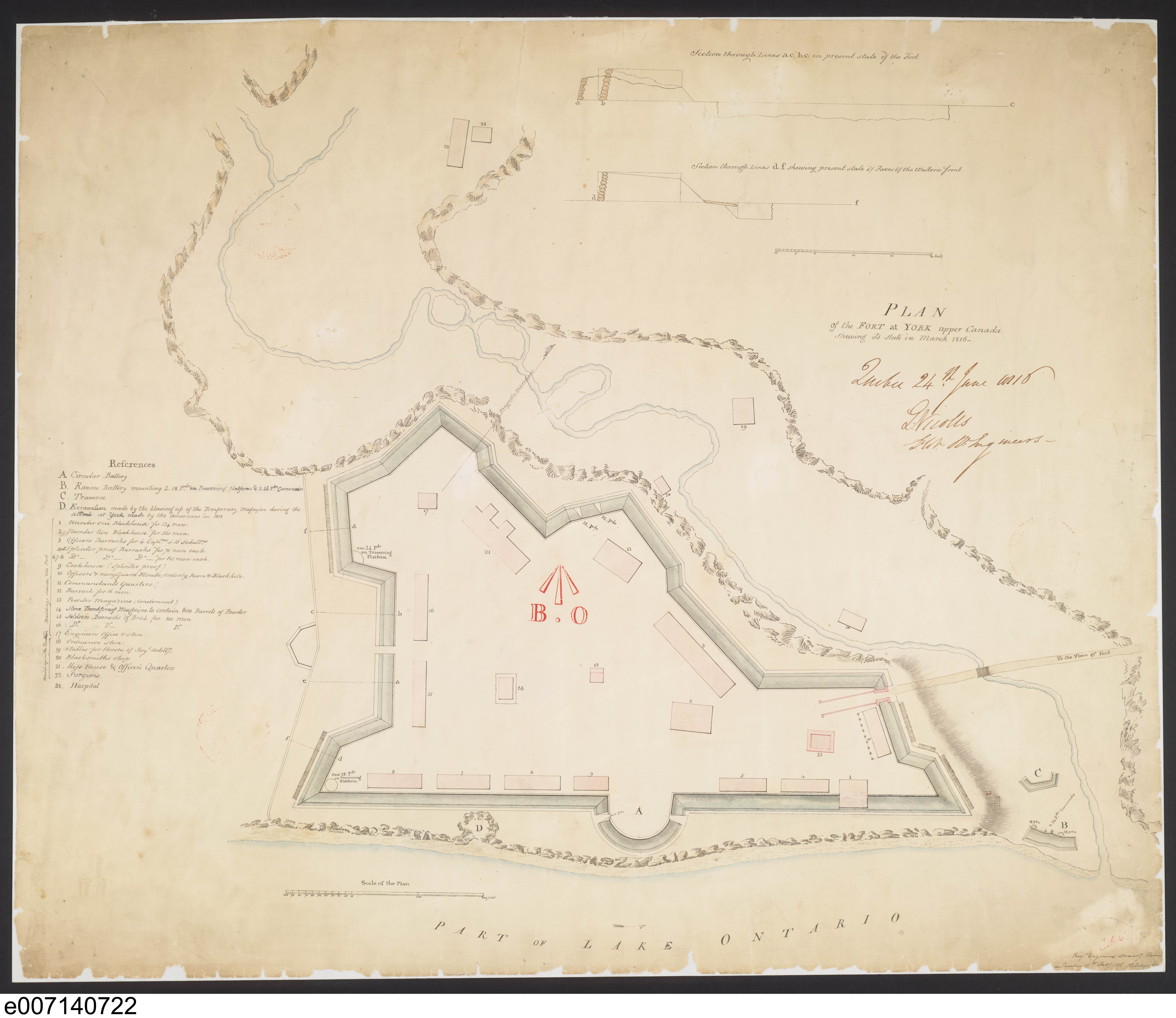
1816년 포트 요크 도면

전쟁이 끝날 때 요새 작업은 즉시 중단되었다. 1816년까지 재건된 요새에는 650명의 병력을 수용할 수 있는 18개의 건물이 포함되었다. 요새에 인접한 군사 시설에는 추가로 350명의 병력을 수용할 수 있었다. 전쟁 후, 요새는 계속해서 이 지역 군사 계획자들의 초점이었으며, 요크는 킹스턴과 로어캐나다로의 후퇴를 위한 엄호를 제공하거나, 나이아가라 반도를 방어하기 위한 영국군 집결지로 구상되었다. 영국은 또한 요새를 계속 사용하여 상부 오대호로 향하는 남북 수송로를 보호했다.
미영 전쟁 이후 수십 년 동안 요새 내의 여러 건물이 철거되고 교체되었다. 그러나 요새의 상태는 주로 영국의 외교 관계에 의해 좌우되었다. 평시에는 유지 보수가 제대로 이루어지지 않았고, 적대 행위의 징후가 감지되면 수리 및 강화가 이루어졌다. 1830년대 초에는 낡은 포트 요크를 대체할 새로운 요새를 건설해야 할 필요성이 분명해졌고, 1833년에 공식적으로 계획이 승인되었다. 1841년에 완공된 뉴 포트 요크는 포트 요크 서쪽 847 m (2,779 ft) 지점에 위치했으며, 처음에는 포트 요크를 통한 통로로만 정착지와 연결되었다. 새로운 요새가 건설되었음에도 불구하고, 군대는 항구 방어를 돕기 위해 포트 요크의 포대를 계속 사용했으며; 인접한 공터를 훈련과 사격장으로 사용했다. 군사적 용도 외에도 1839년부터 1840년까지 구 요새는 킹스 칼리지 토론토 대학교 캠퍼스의 영구 위치로 이전되기 전까지 왕립학회 기상 및 자기 관측소로도 사용되었다. 포트 요크와 지브롤터 포인트 사이에 세 개의 마르텔로탑을 건설할 계획도 있었지만, 이 계획은 포기되었다.

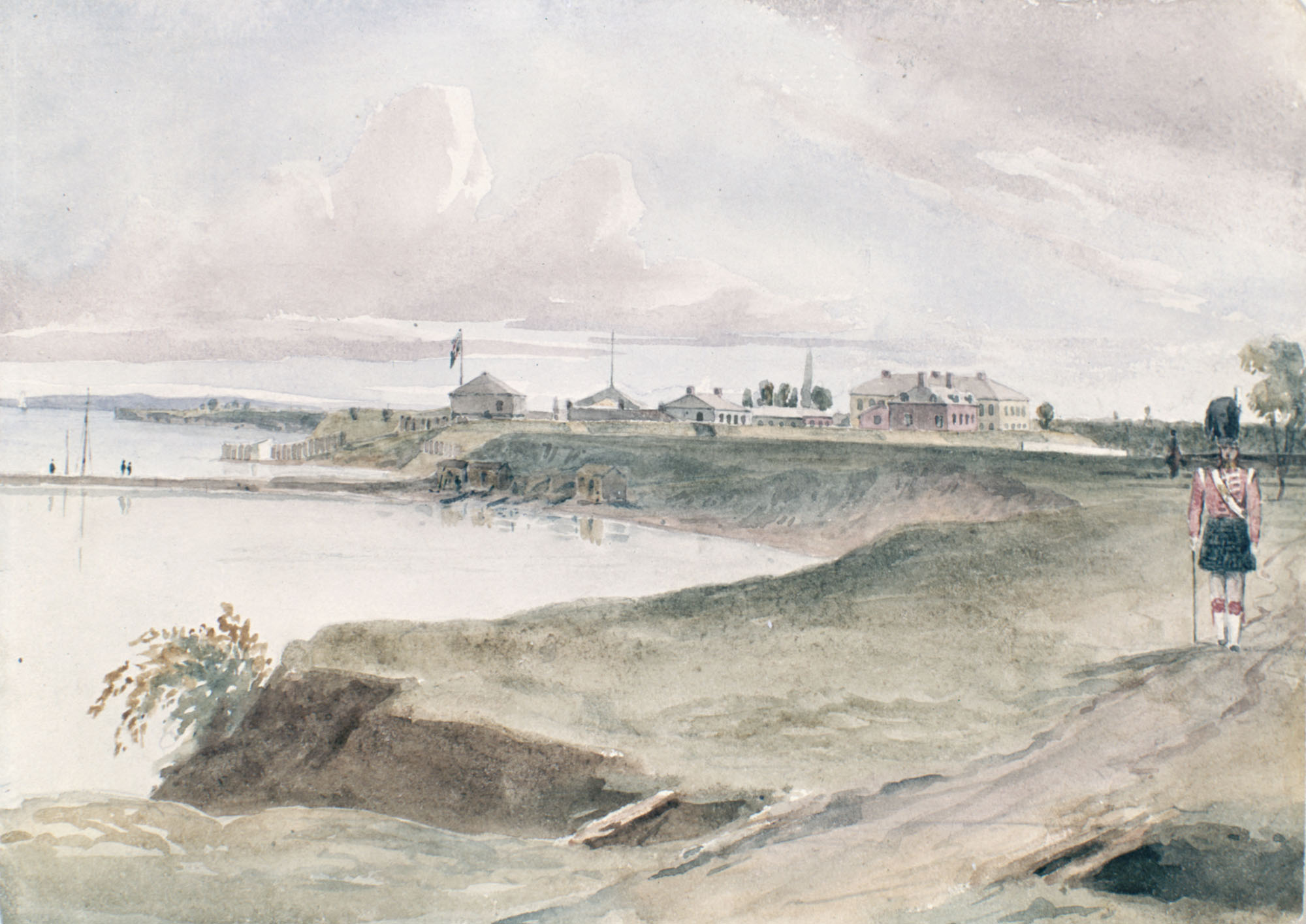
1839년 포트 요크와 부두의 모습

1837년~1838년 반란이 시작될 무렵, 포트 요크 주둔군은 로어캐나다로 파견되어, 요새에는 영국 육군 정규군 10명만이 주둔하게 되었다. 요새는 몽고메리 태번 전투 이후 퀸스 레인저스에 의해 결국 증원되었으며, 민병대원들이 식민지 정부를 방어하기 위해 도시로 몰려들었다. 1854년에는 주둔군이 크림 전쟁에 참전하기 위해 소집된 후 요새는 다시 거의 무인 상태가 되었다. 2년 동안의 부재 동안 요새는 주로 은퇴 후 도시 주변에 토지를 부여받은 영국 육군 퇴역군으로 구성된 150명의 "등록 연금 수급자"에 의해 유지되었다.
1860년대 트렌트 사건으로 인한 영국-미국 관계 악화는 군대가 토론토 주둔지를 요새화하여 캐나다 웨스트에 대한 잠재적 침공을 격퇴하거나 늦추는 기지로 사용하도록 촉구했다. 이 제안은 요새의 해안 포대를 해체하고 이동식 포차에 장착된 강선포로 교체하는 것이었다. 이 제안은 실현되지 못했지만, 1880년대까지 계속해서 제기되었다.

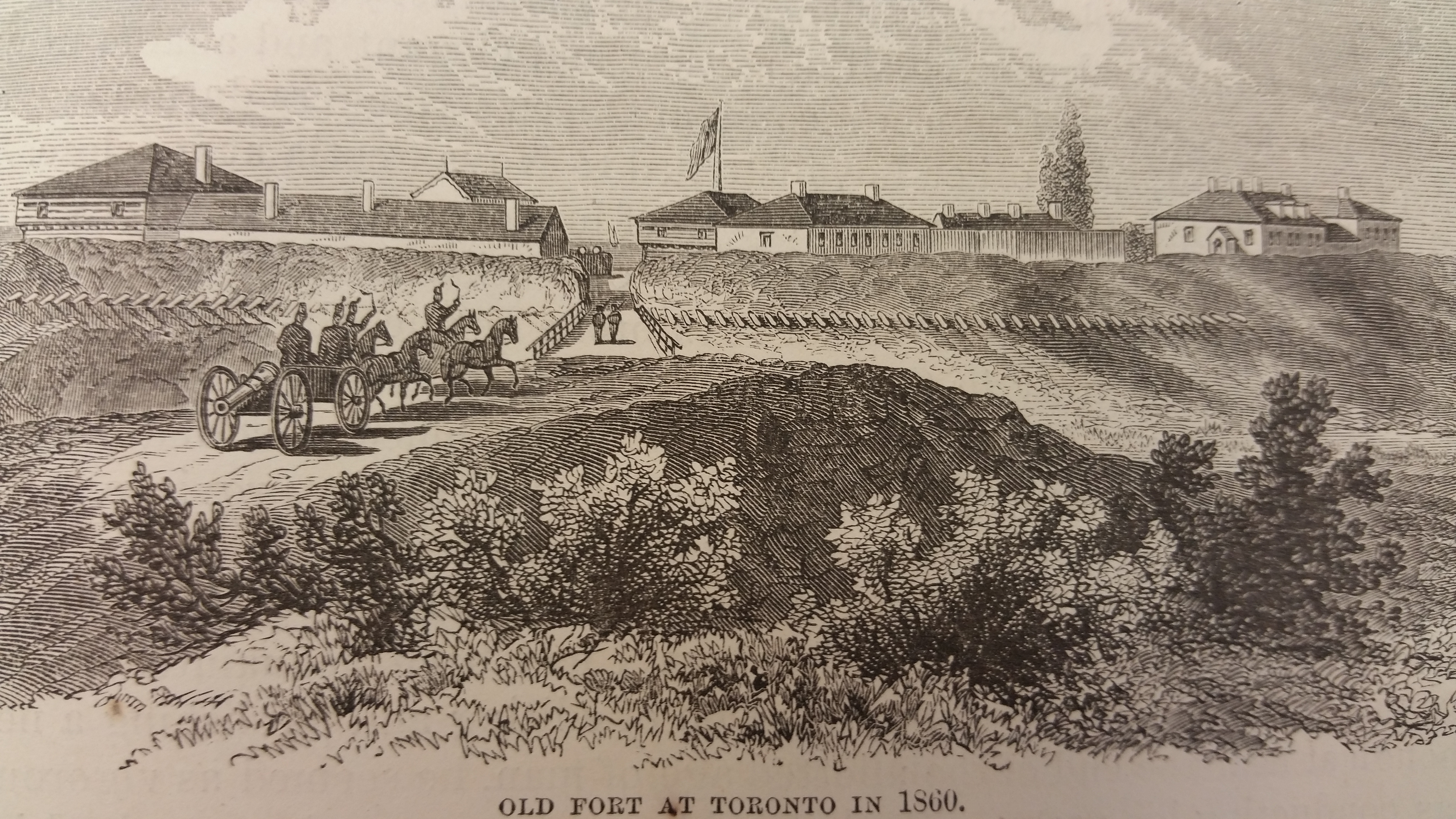
1860년 포트 요크의 모습

워싱턴 조약 체결을 앞두고 미국과의 긴장을 완화하기 위해 영국은 포트 요크를 포함한 모든 보조 북미 주둔지에서 군대를 철수하기 시작했다. 포트 요크는 1870년 7월 25일 공식적으로 캐나다 연방 정부에 인계되었다. 포트 요크에 주둔했던 마지막 영국 제국군은 1871년 두 캐나다 민병대 연대와 함께 울슬리 원정대의 일원으로 떠났다. 1870년대와 1880년대에 온타리오주와 시 정부는 포트 요크 구매를 문의했지만, 국방부에서는 이를 거부했다. 구 요새가 뉴 포트 요크의 시내 접근 유일한 진입로이자 사격장 역할을 했기 때문이다. 요새는 또한 정규군 가족의 주거지, 민병대 사무실, 저장 공간 및 훈련장으로도 사용되었다. 제2차 보어 전쟁과 제1차 세계 대전 중에는 요새가 지역 징집 센터로도 사용되었다.
1903년, 토론토 시청과 구 요새 및 뉴 포트 요크를 매입하는 계약이 체결되었다. 국방부로부터의 양도 증서의 일부로, 시는 구 요새를 보존하고 "적절하게 관리"하는 데 동의했다. 또한 이 계약은 군대가 새로운 시설이 건설될 때까지 필요한 만큼의 재산을 계속 사용할 수 있도록 허용했다. 캐나다 민병대는 1930년대 요새 복원 작업이 진행될 때까지 탄약 및 보급품 창고, 그리고 군인 가족의 주거지로 요새를 계속 점유했다.

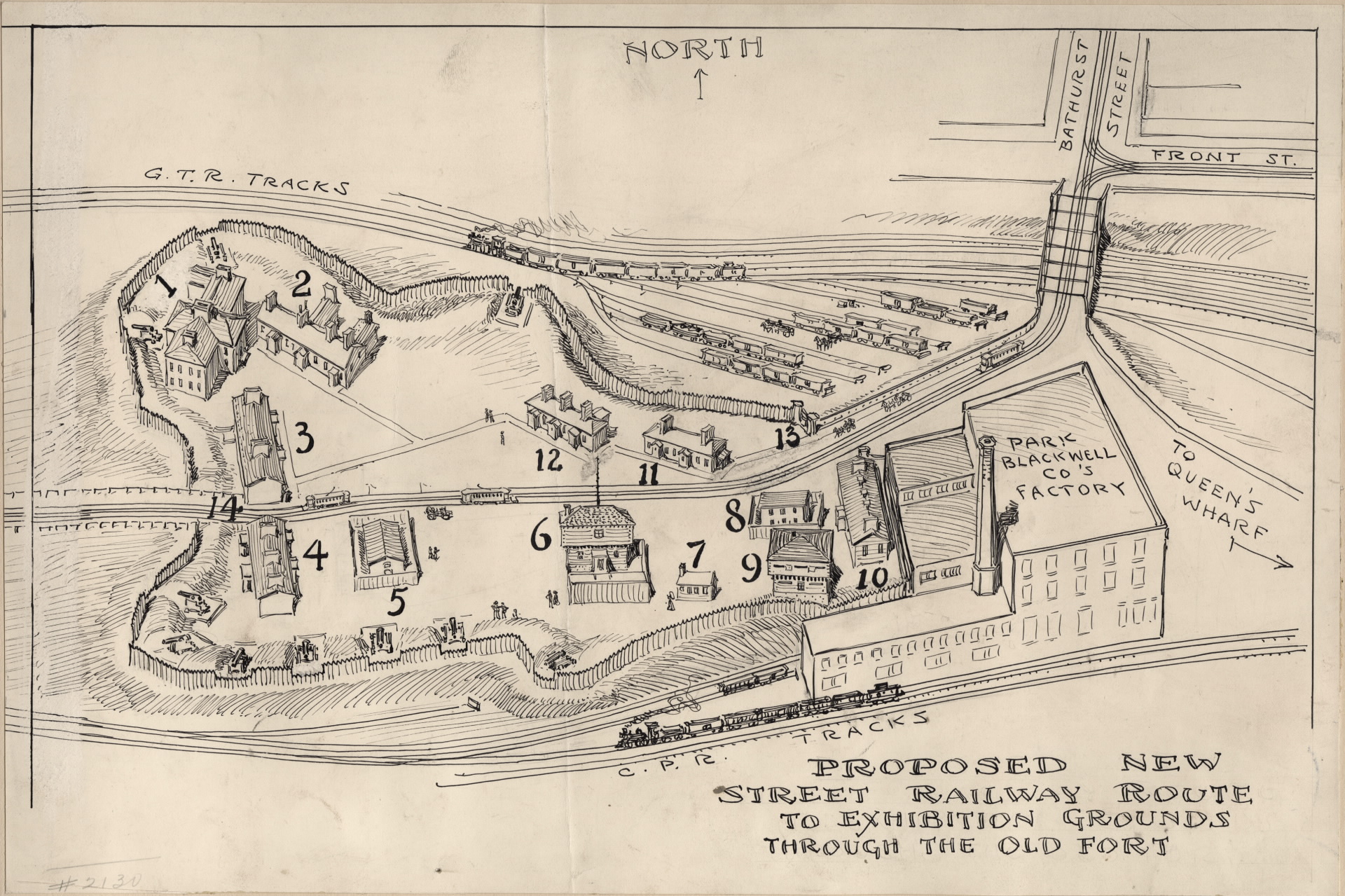
1905년 포트 요크를 통과하는 노면 전차 노선 제안. 이 제안은 대중의 강한 반대로 인해 실행되지 않았다.

1905년, 포트 요크를 통과하는 노면 전차 건설 제안은 역사 및 군사 단체들이 "구 요새 보호 협회"를 결성하도록 촉발했다. 노면 전차 제안은 결실을 맺지 못했지만, 협회, 정치인, 토론토 언론의 호소로 캐나다 총리 윌프리드 로리에는 요새의 양도 증서에 새로운 조건을 추가하여 시가 구 요새를 원래 상태로 복원하거나 인접한 공동 구역을 연방 소유로 되돌려야 한다고 요구했다. 재산은 1909년에 국방부에서 시 정부로 공식적으로 양도되었다.
1923년 5월 25일, 포트 요크는 캐나다 국립 사적지로 지정되었다.

### 박물관으로의 재목적 (1932년–현재)

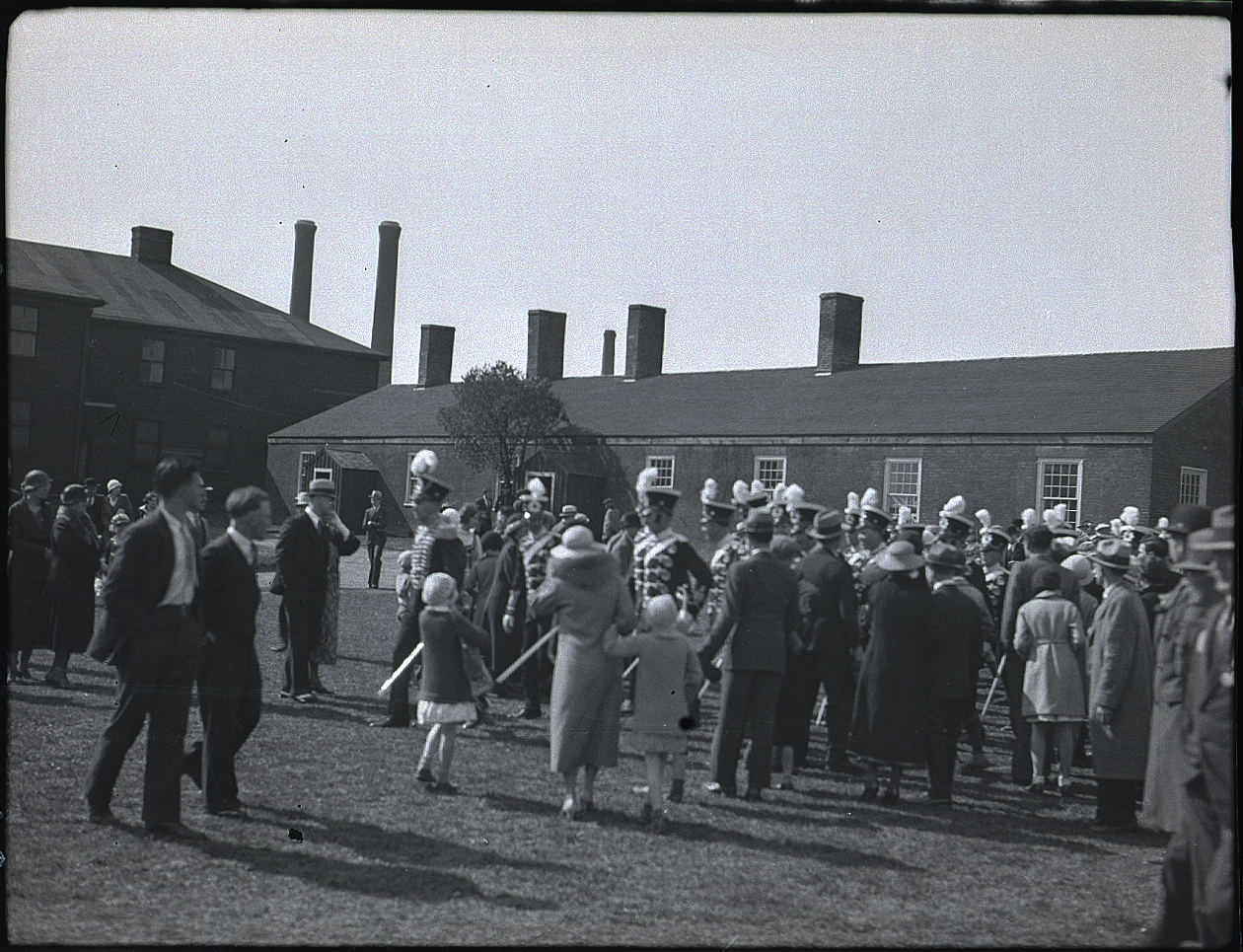
퀸스 레인저스, 비영구 활동 민병대 부대가 이 부지가 역사 박물관으로 재개장한 첫 해에 요새에서 행진하고 있다.

1932년, 토론토 시 정부는 포트 요크를 역사 유적지 및 박물관으로 전환하기 위해 2년 간의 복원 작업을 착수했다. 시는 일자리 창출 프로그램의 일환으로 토론토 시의 통합 백주년을 기념하기 위해 요새를 1816년 구성으로 복원하기 시작했다. 복원 결과 캐나다 민병대는 요새 점유를 종료했지만, 제2차 세계 대전 중 군대가 포트 요크의 일부를 잠시 재사용했다. 군대를 수용하기 위해 1930년대에 포트 요크와 뉴 포트 요크 사이에 포트 요크 무기고가 건설되었다.
포트 요크는 1934년 빅토리아의 날에 박물관으로 공식 재개장했다. 보병 병사, 피리 부는 사람, 북 치는 사람으로 분장한 리인액트먼트 부대도 박물관 운영을 지원하기 위해 유지되었다.
1949년, 요새 관리는 토론토 공원 부서에서 토론토 시민 역사 위원회(토론토 역사 위원회의 전신)로 이전되었다. 그 해에 추가적인 유적지 복원 작업도 수행되었다.
1958년, 메트로폴리탄 토론토 정부는 토론토의 현대적인 해안가(1800년대 후반과 1900년대 초반의 간척 사업으로 인해 요새에서 더 남쪽으로 위치하게 됨)를 따라 포트 요크를 이전할 것을 제안했다. 지역 정부는 가디너 고속도로를 건설하고 해안가에 요새의 원래 모습을 "재현"하기 위해 이전을 제안했다. 그러나 이 제안은 대중의 반대로 결국 거부되었고, 계획된 고속도로는 요새 주변으로 우회되었다. 요새를 구하려는 대중의 노력은 토론토의 문화재 보존 운동의 기폭제가 되었으며, 토론토 역사 위원회의 토대가 되었다.
이 요새는 1973년 토론토 시의 초기 유산 목록에 포함되었고, 전체 구역은 1985년에 주 "문화유산 보존 지구"로 지정되었다. 1976년부터 2011년 사이에 여러 차례 발굴 조사가 이루어져 여러 철거된 건물과 요새의 초기 지형의 정확한 위치를 파악했다.

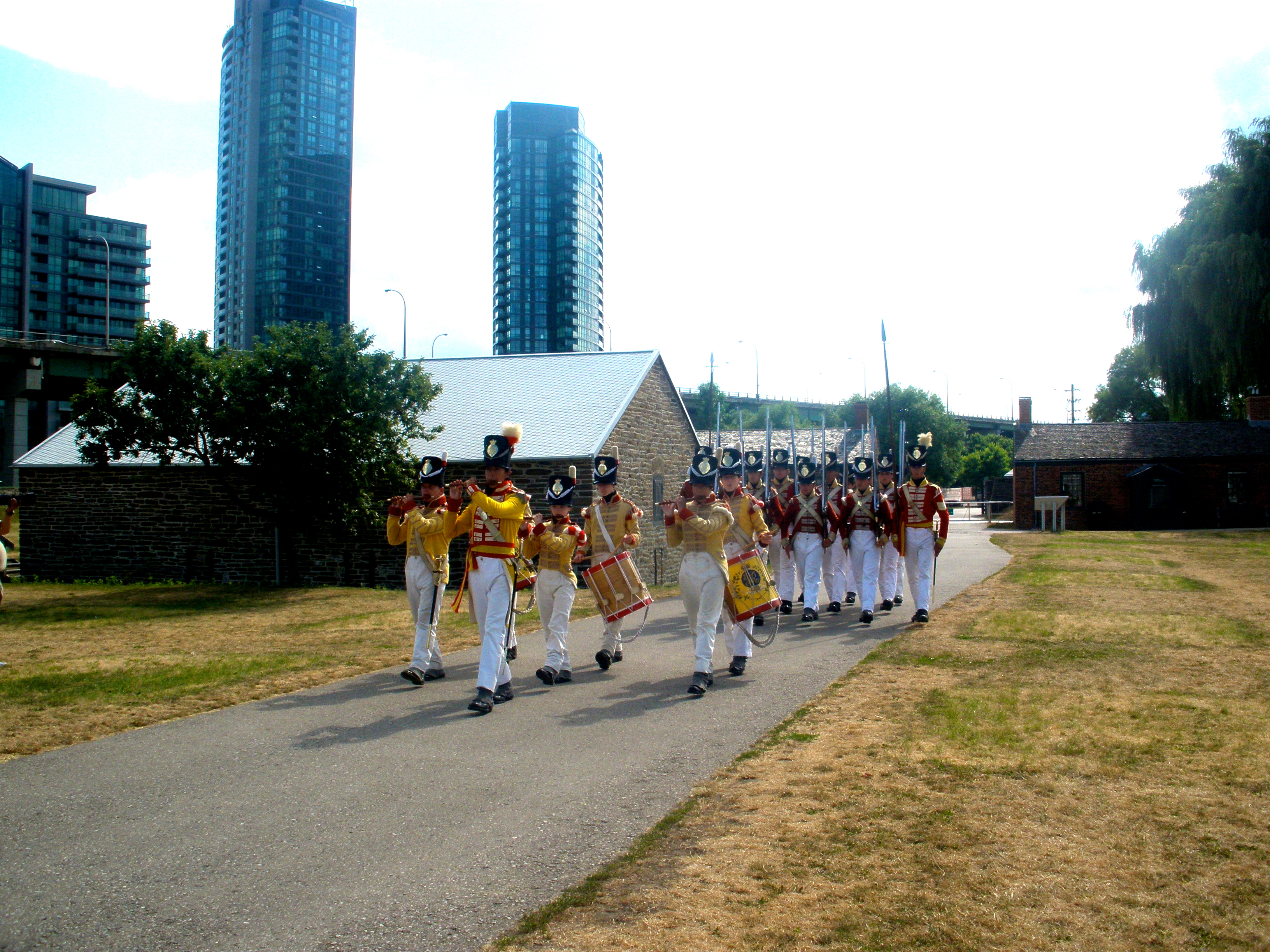
포트 요크 경비대가 요새의 돌담 화약고를 지나 행진한다. 이 역사 재현가들은 2022년까지 이 곳에서 고용되었다.

1994년, 지역 주민들이 포트 요크와 개리슨 커먼 친구들(Friends of Fort York and Garrison Common)을 결성했고, 이 단체는 나중에 국립 사적지를 지원하는 등록 자선 단체로 법인화되었다. 같은 해, 토론토 역사 위원회는 1980년대 중반까지 운영되었던 포트 요크 경비대 역사 애니메이션 부대를 재결성했다. 캐나다 펜시블 보병 연대의 제복을 입은 고등학생과 대학생을 고용한 경비대 관리는 나중에 포트 요크 친구들이 맡았다. 경비대는 여름철에 머스킷, 포병, 음악 시연으로 유적지를 활기차게 만들었지만, 2022년에 시 정부가 이를 지원하는 보조금을 중단하면서 중단되었다. 이는 생활사 전시가 식민주의를 영속화한다는 믿음 때문인 것으로 알려졌다.
1997년 토론토의 통합 이후 박물관 운영은 시의 박물관 및 유산 서비스 산하에 있었다. 그러나 2000년, 토론토 시의회는 요새 관리를 시민 임명 위원회로 이관했는데, 이는 토론토의 다른 시 운영 박물관과는 별개였다.

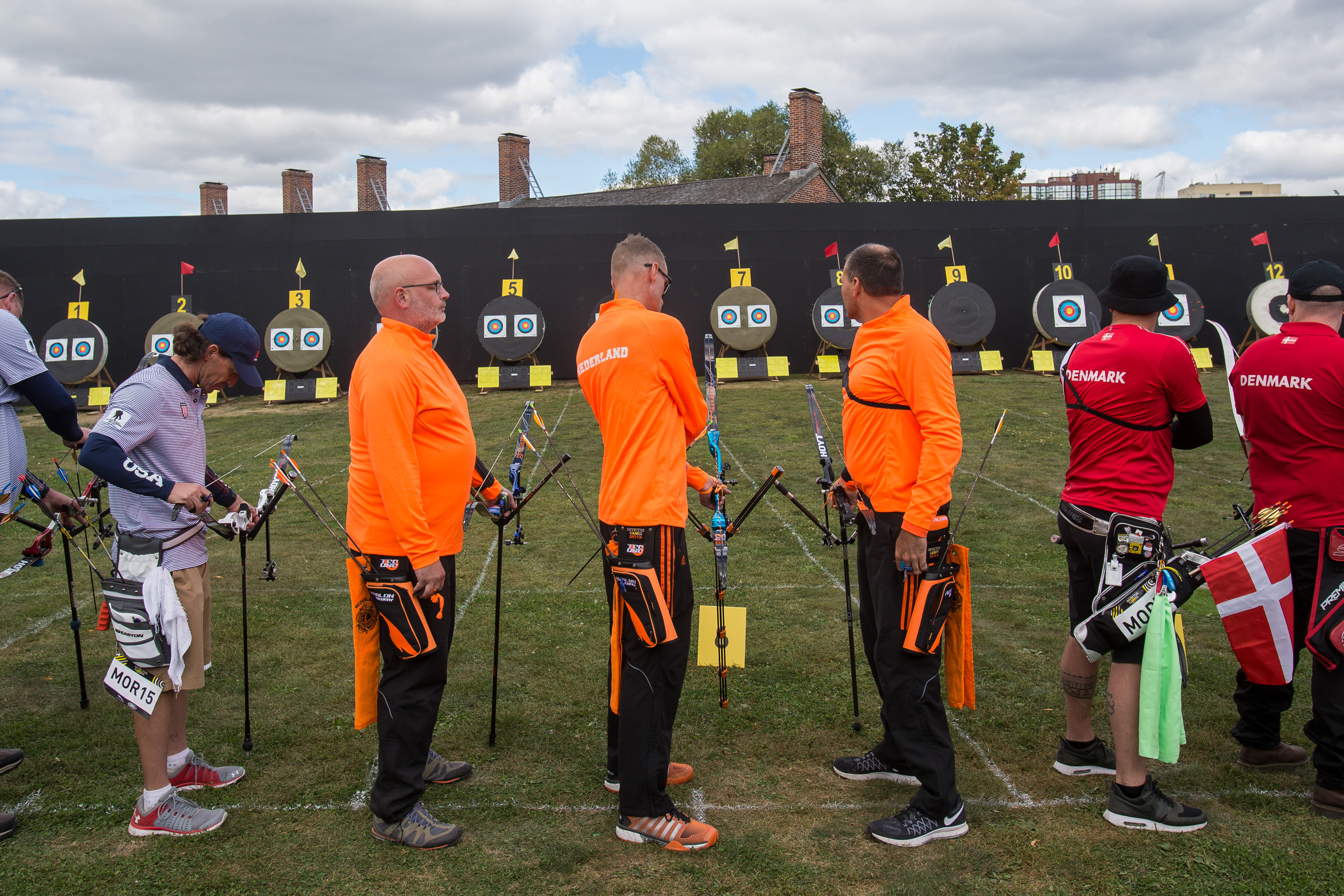
2017 인빅투스 게임의 양궁 경기, 포트 요크에서 개최됨

2017년 9월, 포트 요크는 부상, 부상, 질병으로 고통받는 군인들을 위한 장애인 스포츠 다종목 행사인 2017 인빅투스 게임의 양궁 경기장으로 사용되었다.

## 부지

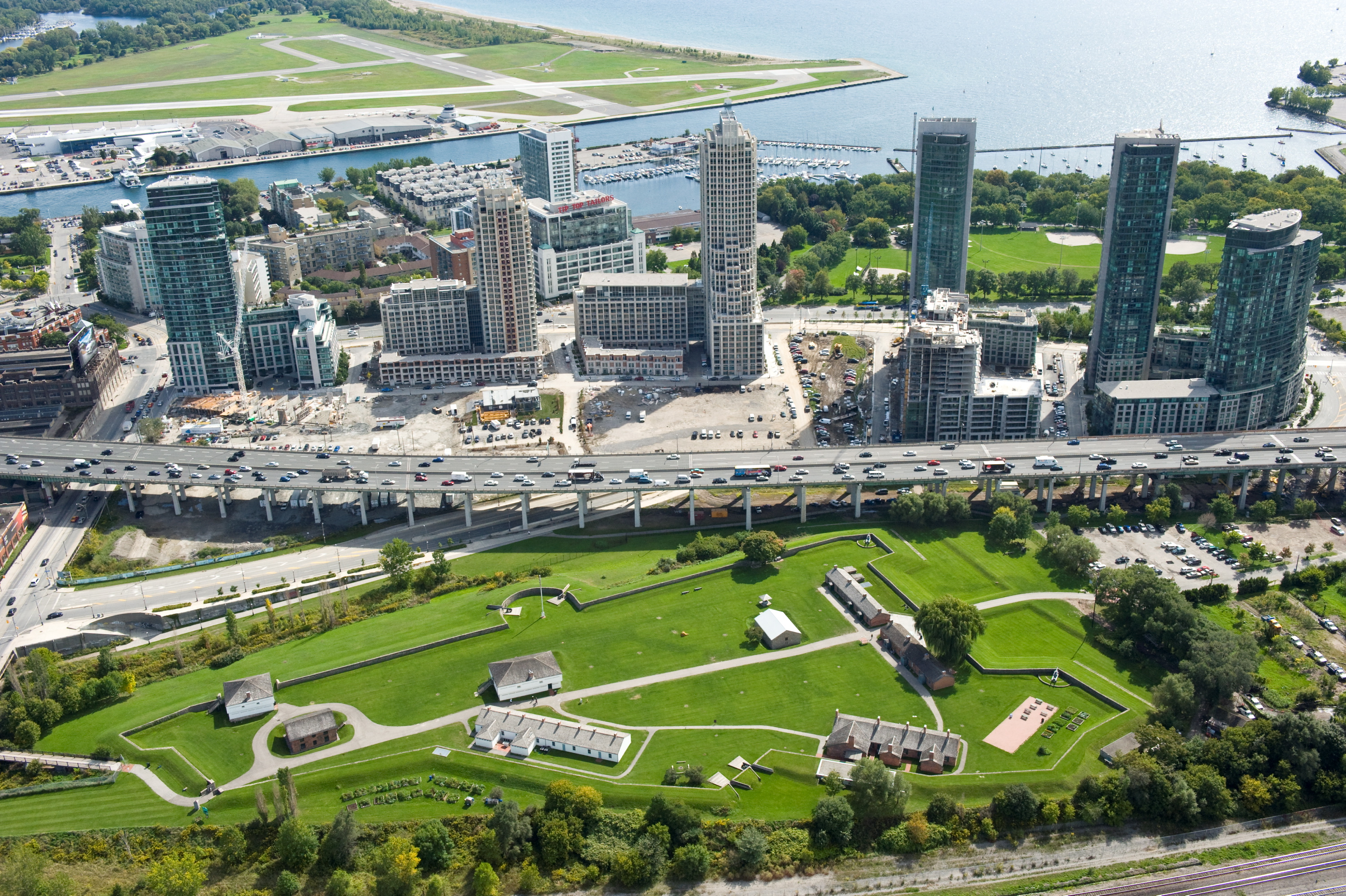
포트 요크와 그 남쪽의 토론토 해안가. 요새는 도시의 원래 해안선에 위치하며, 요새 남쪽의 땅은 간척 사업을 통해 형성되었다.

포트 요크 국립 사적지는 약 16.6 ha (41 ac)의 토지를 차지한다. 요새가 처음 세워졌을 때, 토론토 해안가를 따라 위치했다. 그러나 1850년부터 시작된 수십 년간의 간척 사업으로 인해 1920년대에는 요새가 내륙으로 900 m (980 yd) 떨어지게 되었다. 한때 요새가 있던 군사 보호 구역은 311 ha (768 ac)에 달했지만, 주택과 공장을 짓기 위해 보호 구역의 일부가 분할되면서 점차 크기가 줄어들었다. 이 부지는 토론토 시 정부의 소유이며, 캐나다 공원관리청이 소유하거나 관리하지 않는 몇 안 되는 캐나다 국립 사적지 중 하나이다.

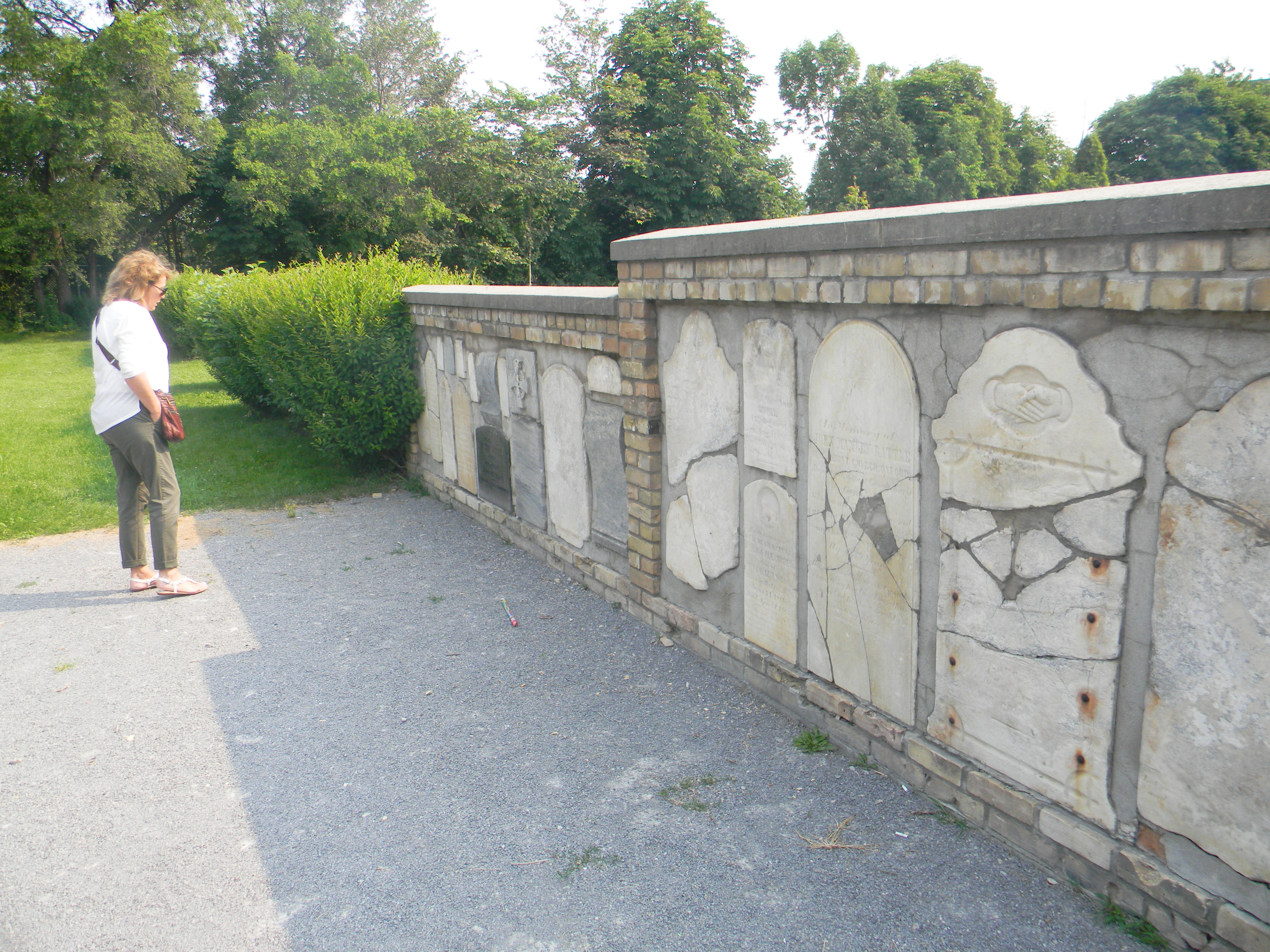
개리슨 커먼의 옛 군인 묘지 비석

국립 사적지에는 포트 요크, 요새 서쪽에 있는 훈련장인 개리슨 커먼, 방문객 센터, 그리고 요새 북쪽에 위치한 군인 묘지가 포함된다. 이 묘지는 철도 부지에 의해 나머지 국립 사적지와 물리적으로 분리된 묘지와 녹지 공간을 포함한다. 철도 부지 북쪽의 공원 지대는 개리슨 교차로로 알려진 두 개의 보행자 및 자전거 다리로 나머지 역사 유적지와 연결되어 있다. 2019년에 완공된 이 두 다리는 캐나다에서 전적으로 스테인리스 스틸로 만들어진 최초의 다리이다. 이 묘지는 1793년부터 1863년까지 군인과 그 가족의 매장을 위해 사용되었다. 묘지의 일부는 나중에 빅토리아 기념 광장으로 개명되었다. 묘지에 사용된 원래 비석 중 일부는 나중에 빅토리아 기념 광장에 기념물을 만드는 데 사용되었다.
2004년에 온타리오주 유산 보존 지구는 방문객 센터 남서쪽에 위치한 포트 요크 무기고를 포함하도록 확장되었다. 그러나 나머지 역사 유적지와는 달리, 포트 요크 무기고는 여전히 캐나다 육군의 훈련장 및 무기고로 사용되고 있으며, 캐나다 국방부가 건물의 관리인 역할을 한다.
개리슨 커먼과 군인 묘지를 포함한 국립 사적지 부지는 연중 내내 대중에게 개방된다. 그러나 요새와 방문객 센터의 접근은 박물관 운영 시간에 따라 제한된다.

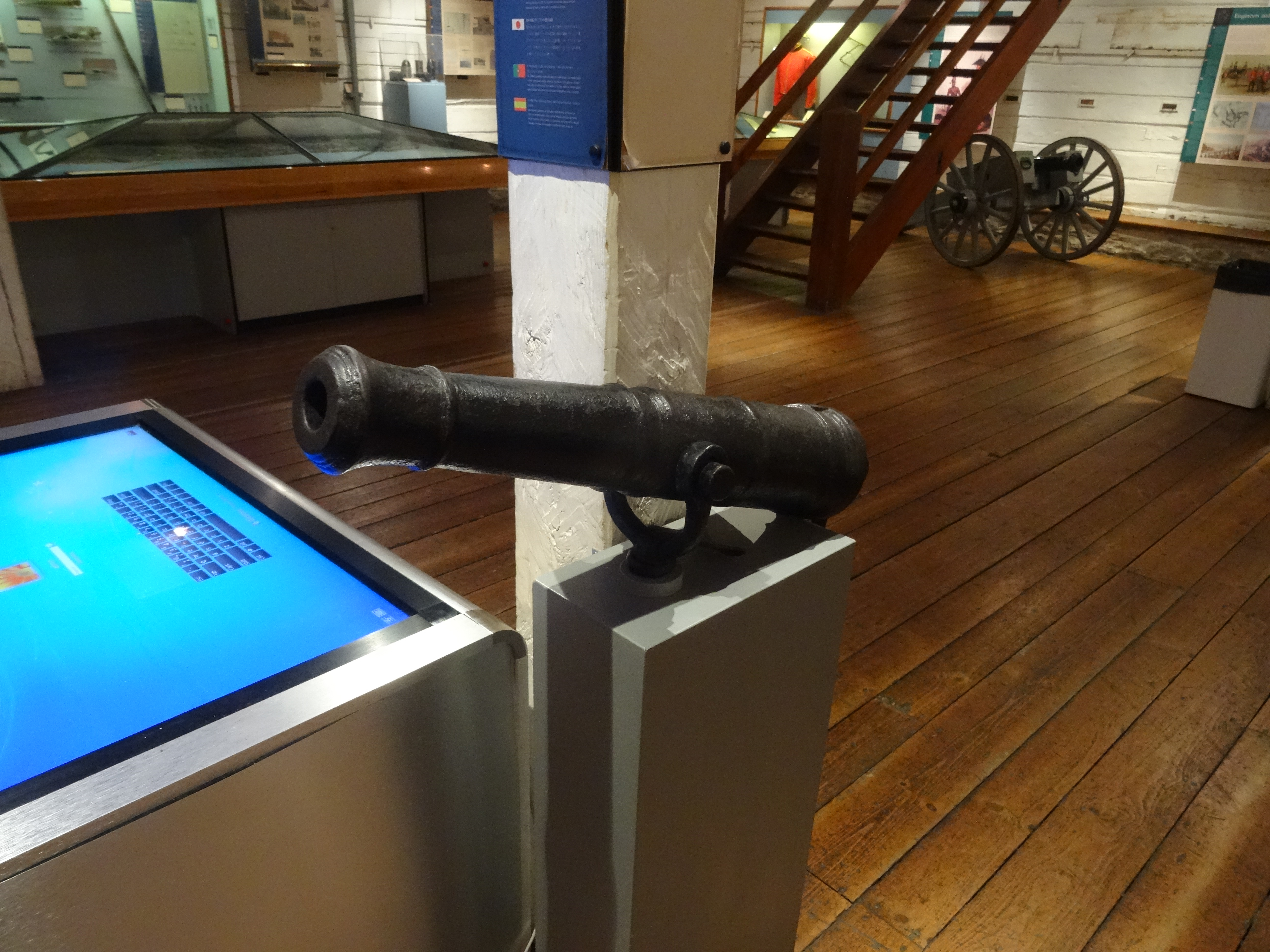
요새 블록하우스 내 전시품. 전시는 요새와 방문객 센터 곳곳에 퍼져 있다.

미영 전쟁과 19세기 캐나다의 군사 생활에 대한 전시물은 요새 내 건물과 방문객 센터에 전시되어 있다.

### 요새
요새 단지는 약 3.24 ha (8.0 ac)의 토지를 차지하며, 능보를 갖춘 돌로 마감된 토벽과 그 안에 있는 건물을 포함한다. 요새는 캐나다에서 미영 전쟁 중에 건설된 유일한 진정한 요새이며, 방어용 토벽과 7개의 건물이 1813-15년 재건 시기로 거슬러 올라간다. 요새 내의 건물들은 또한 미영 전쟁 시기로 거슬러 올라가는 캐나다에서 가장 큰 건물 컬렉션을 형성한다.
요새 자체는 8개의 역사적인 건물을 포함하고 있으며, 그 중 7개는 요새가 1813년부터 1815년까지 재건될 때 지어진 것이고, 8번째 건물은 이전에 요새에 있던 막사를 재건한 것이다. 1813년부터 15년까지 요새 재건 시기로 거슬러 올라가는 건물에는 두 개의 블록하우스, 두 개의 병사 막사, 장교들의 "벽돌 막사"와 식당, 벽돌 벽으로 된 화약고, 그리고 돌 벽으로 된 화약고가 포함된다. 다음 건물들은 모두 원래의 배치에 위치하며 원래의 재료, 디자인 및 마감재를 사용한다. 돌 화약고는 탄약과 화약을 저장하는 곳으로, 벽 두께는 2 m (6.6 ft)이며, 돔형 방탄 문을 특징으로 한다. 완공 직후 화약고 기초에 문제가 발생하여 벽돌 화약고가 건설되었다.
역사적인 건물 외에도 요새에는 박물관 운영에 사용되는 몇몇 작은 현대식 시설이 있다. 여기에는 요새의 북쪽 성벽에 지어진 현대식 주방과 화장실, 그리고 1970년대에 지어진 작은 화약고가 포함된다.

#### 막사

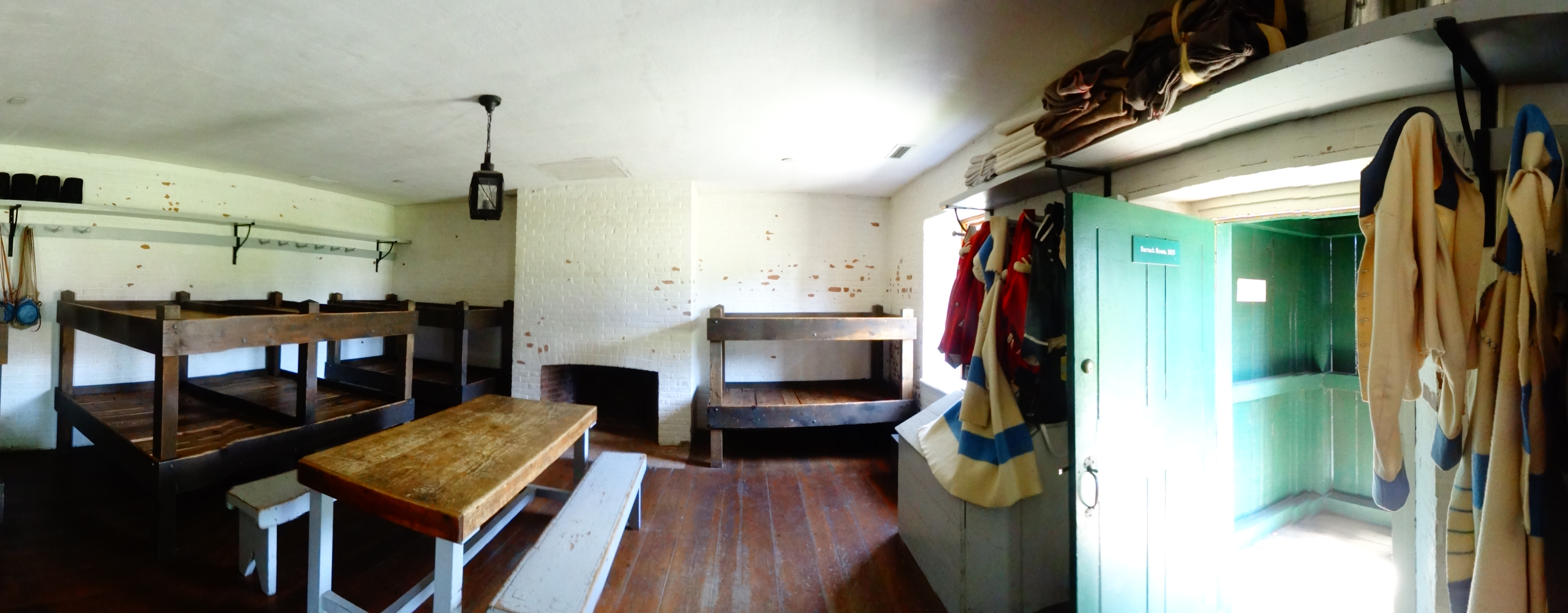
사병 막사 내부

세 개의 막사가 1813년~15년 요새 재건 시기로 거슬러 올라가는데, 두 개의 사병 막사와 한 개의 장교 막사 겸 식당이다. 장교 막사에서 제공되는 생활 공간은 사병들에게 제공되는 생활 공간과 크게 대조되었다. 요새의 두 사병 막사는 더 많은 수의 병사들과 그 가족들을 수용했지만, 1860년대에는 이 막사들이 주로 세 명의 병사와 그 가족들을 위한 기혼자 숙소로 사용되었다.

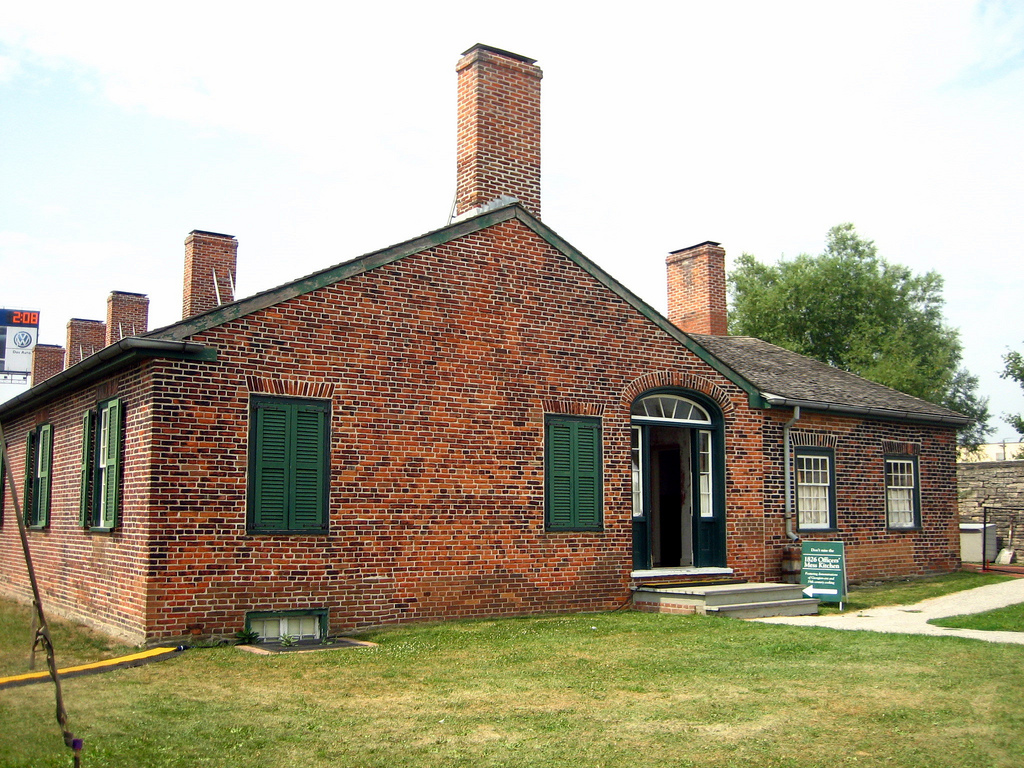
장교 막사 및 주방 외관

1830년대의 모습으로 복원된 벽돌 장교 막사는 장교들을 위한 두 개의 아파트를 보유하며, 각 아파트에는 장교들을 위한 4개의 거실과 주방/하인실이 있다. 벽돌 막사의 식당 부분은 일반 장교 식당으로 설계되었으며, 외부와 건물 막사 부분으로 연결되는 두 개의 출입구가 있다. 하인실 또한 나머지 막사와는 별도의 출입구가 제공되었다. 장교 벽돌 막사에는 또한 시에서 "가장 오래된 주방"이 있으며, 주방 식료품 저장실에 가파른 계단이 지하실 주방으로 이어진다. 오븐은 주방에 남아 있지만, 바닥은 고고학 연구를 위해 제거되었다. 지상층 주방은 1826년에 건물에 추가되었다.
요새 안의 네 번째 막사, 즉 파란색 장교 막사 겸 식당은 이전에 그 자리에 서 있던 하급 장교 막사의 재건물이다. 단층 재건물은 네 개의 아파트로 구성되어 있으며, 각 아파트에는 세 명의 장교와 하인실/주방을 위한 중앙 복도로 연결된 네 개의 분리된 숙소가 있다. 파란색 막사 재건물은 1986년에 지어졌다.

#### 블록하우스
당시 다른 영국식 요새와 마찬가지로, 요새의 두 블록하우스는 파편 방지 구조, 소화기와 소형 포병을 위한 총안과 포트홀, 그리고 1층 위로 돌출된 2층을 특징으로 했다. 그러나 이 시기에 영국이 건설한 다른 블록하우스와 달리 포트 요크의 블록하우스는 지하실 저장 공간과 탄약 시설을 포함했지만, 1층에는 창문이 없었다. 이는 블록하우스에 설치하기에는 너무 위험하다고 간주되었기 때문이다. 블록하우스의 각 층은 다른 층이 침투될 경우 서로 격리될 수 있도록 설계되었다. 블록하우스의 기초는 석회암과 혈암으로 만들어졌으며, 석회 모르타르로 쌓아 올렸다. 반면 각목 벽은 트러널로 강화된 백송으로 만들어졌다. 외벽에는 방수 기능을 향상시키기 위해 클랩보드가 설치되었다. 두 블록하우스 모두 동쪽을 향하는 2층에 높여진 입구를 특징으로 했는데, 이는 요새에 대한 공격이 서쪽에서 올 것이라는 예상 때문이었다.
요새의 두 블록하우스는 요새의 해안 포대 북쪽에 위치하여, 나머지 요새의 방어 시설이 건설되는 동안 포대의 후방 접근을 방어했다. 요새가 완공된 후, 블록하우스는 요새의 성채 역할을 하는 보조적인 역할로 되돌아갔다. 블록하우스는 또한 막사로도 사용될 수 있도록 설계되었는데, 남동쪽에 위치한 블록하우스(블록하우스 1호)는 120명의 병사를 수용할 수 있었고, 원형 포대 근처에 위치한 블록하우스(블록하우스 2호)는 160명의 병사를 수용할 수 있었다. 1837-38년 반란 직후 짧은 기간 동안 두 블록하우스 모두 건조 해자와 도개교를 갖추었지만, 이 참호들은 나중에 메워졌다. 블록하우스 내부는 군대와 나중에 박물관의 현대적인 필요에 맞춰 여러 차례 변경되었다.

#### 성벽

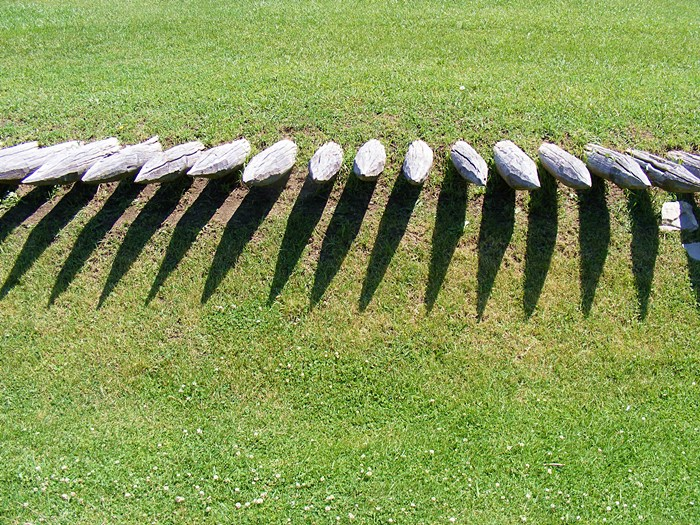
요새의 성곽에 세워진 방책들.

요새 건물은 다각형의 돌로 마감된 성곽으로 둘러싸여 있는데, 이는 들어오는 포격을 흡수하도록 설계되었으며, 육상 공격을 막기 위해 흙벽에 방책을 설치할 공간이 있다. 18세기와 19세기 간척 사업으로 요새가 더 이상 토론토 해안가를 따라 위치하지 않게 되었지만, 원래 해안선 제방은 여전히 요새 남쪽 성곽 밖에 보인다.
성벽의 위치도 수십 년 동안 변경되어 왔으며, 1838년, 1860년대, 1930년대에 성벽이 재요새화/재건되었다. 1916년에는 배서스트가 전차 노선을 만들기 위해 성벽의 북동쪽 부분이 철거되었다. 성벽의 북동쪽 부분은 시 정부가 요새의 나머지 부분을 복원하는 1930년대에 재건되었다. 그러나 지난 10년간 철도 부지의 성장에 따라 성벽의 북쪽 부분은 원래 위치보다 더 남쪽으로 재건되었으며, 벽의 재건은 또한 막사 철거를 필요로 했다. 같은 기간 동안 요새의 남쪽 성곽도 이전 구성보다 1.6 m (5.2 ft) 높아지고 약 5 m (16 ft) 북쪽으로 이동했다.
요새와 그 성벽에는 9개의 대포 배치 장소가 있지만, 요새 설계는 전시 동안 요새 내 다른 전략적 지역에 더 많은 대포 배치를 의도했다. 요새 남쪽 성벽의 중앙 "원형 포대"는 더 많은 대포를 수용하기 위해 1828년에 확장되었다. 1860년대에 흙벽을 따라 방책이 세워졌고, 여장 (건축)과 남쪽 성벽을 따라 추가로 7개의 대포 포대가 건설되었다.

#### 철거된 건축물
요새 내에는 나중에 철거된 다른 건물들도 많이 세워졌다. 요새의 원래 지형이나 원래 구조물은 거의 흔적이 남아 있지 않으며, 대부분 지하에 묻혀 있다. 1793년에 건설된 원래 요새의 잔해는 현재 요새 아래에 위치하며, 첫 번째 정부청사의 잔해는 요새의 연병장 아래에 묻혀 있다. 1813년 4월 전투에서 발생한 잔해와 폐허 또한 나중에 화약고 폭발로 인해 생긴 분화구에 묻히고 퇴적되었다. 전투 중 점화된 화약고의 위치는 단풍나무로 표시되어 있으며, 미영 전쟁 직후 오대호의 비무장화를 이끈 러쉬-바고트 조약을 기념하는 명판이 있다.

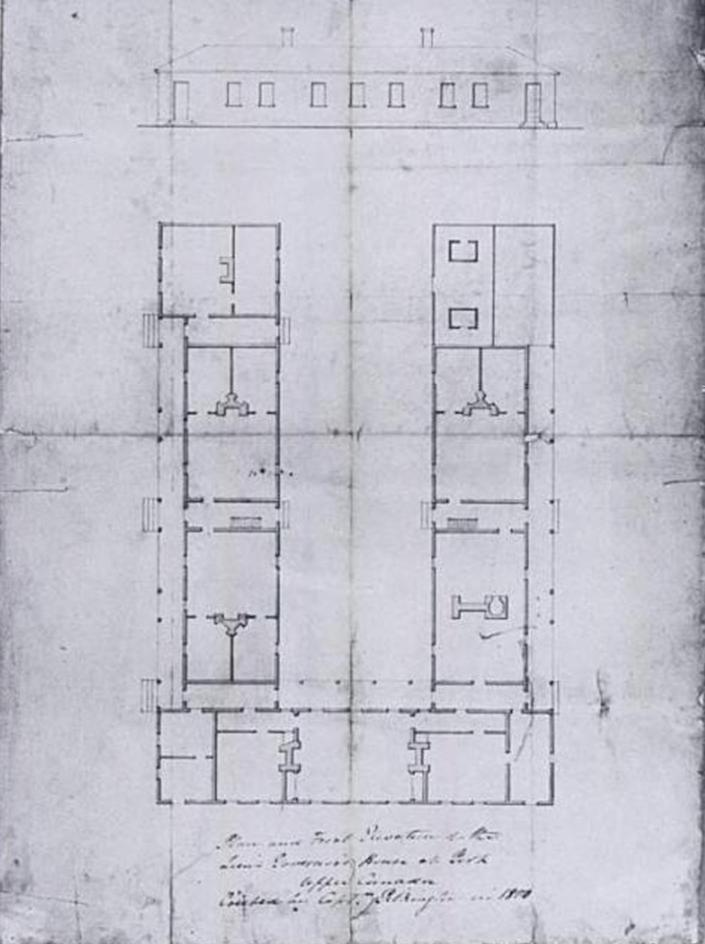
요새 내 첫 정부 청사 계획. c. 1800년에 지어진 이 건물은 1813년에 파괴되었다. 잔해는 현재 요새 아래에 묻혀 있다.

여러 건물은 요새가 1813년부터 15년까지 재건되는 동안 세워졌으며, 1816년에는 요새에 18개의 건물이 있었다. 그러나 이 건물 중 상당수는 나중에 철거되었는데, 여기에는 목수 작업장, 공병 및 광부 막사, 병사 막사, 그리고 남쪽 성곽을 따라 있던 취사장이 포함된다. 요새 서쪽 벽을 따라 세 번째 블록하우스 건설 작업도 1815년에 진행 중이었지만, 화재로 파괴되어 재건되지 않았다. 목수 건물은 1815년 이후 철거된 것으로 보이며, 막사는 1822년에 철거되었고, 취사장은 1848년에 철거되었다.
사령관 주택, "D" 막사, 포병 막사 및 1838년 취사장도 포트 요크 내에 있던 건물이었으나 나중에 철거되었다. 그러나 이 건물들이 밀집해 있던 지역은 현재 요새의 북쪽에 위치하며, 요새의 북쪽 성벽은 1930년대 복원 중 원래 위치보다 더 남쪽으로 재건되었다.

### 방문객 센터

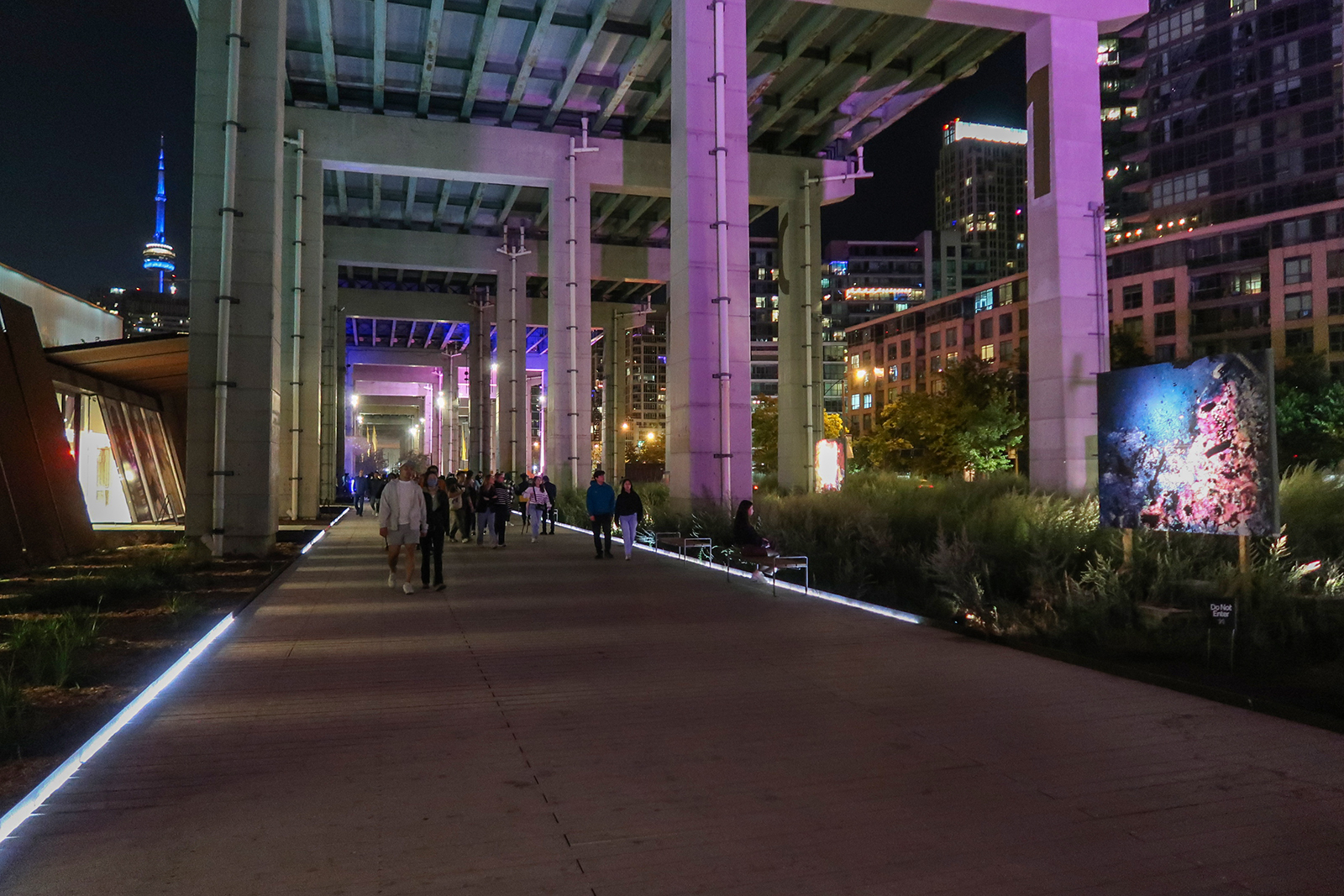
벤웨이의 일부 구역, 그 북쪽에 포트 요크 방문객 센터가 있다.

방문객 센터는 가디너 고속도로 북쪽에, 개리슨 커먼 남쪽에 위치한 2,500 m2 (27,000 ft2) 규모의 직사각형 건물이다. 건물 설계 계약은 2009년 12월 Kearns Mancini Architects와 협력하여 팟카우 건축사무소에 수여되었다. 건물은 2014년에 대중에게 개방되었지만, 2015년까지 완공되지 않았다. 건물은 온타리오호 해안선의 원래 경사면을 따라 지어졌으며, 건물은 또한 경사면과 센터 바로 북쪽에 있는 개리슨 커먼을 위한 옹벽 역할을 한다. 건물의 지붕은 옥상녹화를 특징으로 하며; 이 지붕에는 센터의 출구도 포함되어 방문객들을 개리슨 커먼으로 안내한다.
건물의 외부 남쪽 파사드는 거대한 내후성강 패널로 만들어져 19세기 초 호수의 역사적인 경사면과 해안선이 어디였는지를 반영한다. 강철 패널로 덮인 파사드의 일부에는 강철 패널 사이의 유리 틈새를 통해 빛이 건물 내부로 스며든다. 남쪽 파사드의 특정 부분은 유리 벽을 특징으로 하며, 강철 패널은 "차양"과 같은 위치에 배치되어 외부 방문객이 박물관 내부를 엿볼 수 있도록 한다. 모든 강철 패널은 볼트로 고정되어 있지만, 고속도로 유지 보수 승무원이 공간이 필요할 때 해체할 수 있다.
건물 내부는 방문객들이 구조물 바닥에 있는 센터 입구에서 개리슨 커먼으로 이어지는 오르막 경사로를 통해 순환하도록 설계되었다. 방문객 센터는 미영 전쟁 유물 270 m2 (2,900 ft2) 전시, 빛에 민감한 유물을 전시하는 45 m2 (480 ft2) 금고, 그리고 요크 전투의 "몰입형 전시"를 포함한 여러 전시물을 보유한다. 전시 갤러리 외에도 방문객 센터는 행정 사무실과 지역 사회 회의실도 갖추고 있다.

## 주변 방어 시설

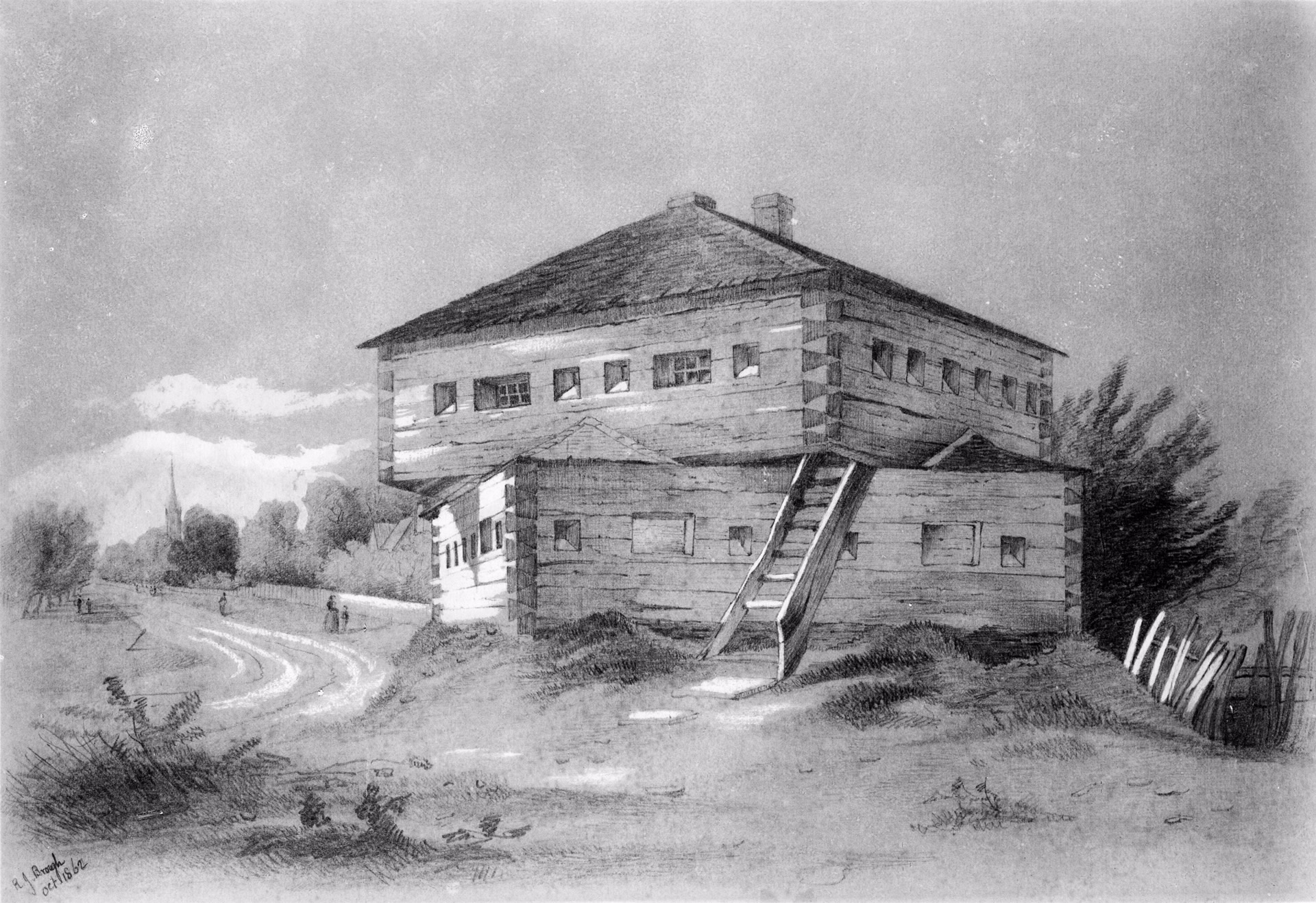
블루어가와 셰르본가 근처의 셰르본 블록하우스, 1862년. 포트 요크와 시 주변의 여러 블록하우스는 토론토로 들어오는 접근로를 방어했다.

포트 요크 외에도 영국군은 지역 사회를 방어하기 위해 여러 다른 요새와 포대를 건설했다. 그러나 포트 요크와 뉴 포트 요크의 장교 숙소를 제외하고는 이 모든 구조물은 20세기 중반까지 철거되었다. 1813년 요크 전투 이전에 정착지는 포트 요크와 다른 세 개의 블록하우스로 방어되었는데, 지브롤터 포인트에 두 개, 킹가와 의사당가 주변 마을에 하나가 있었다. 이 블록하우스 외에도 마을은 요새 서쪽에 있는 두 개의 포대, 서쪽 포대와 하프문 포대로 방어되었다. 요새의 원래 대부분과 정착지 주변의 세 블록하우스는 요크 전투 이후 미군에 의해 파괴되었다.
요크 전투 후, 요새는 재건되었고, 정착지 주변에 세 개의 블록하우스가 세워졌다. 하나는 지브롤터 포인트에, 다른 하나는 서부 포대 옆에, 세 번째 블록하우스는 퀸가 주변에 세워져 마을로 들어가는 내륙 서부 접근로를 방어했다. 퀸가의 블록하우스는 1818년에 해체되었고, 나머지 두 개는 1820년대 중반까지 "폐허"로 남아 있었다. 1837~38년 반란 이후, 토론토 외곽에 세 개의 블록하우스가 추가로 세워졌다. 하나는 칼리지 스트리트와 스파디나 애비뉴 주변에, 다른 하나는 셰르본가에, 세 번째는 영가 (도로)를 따라 세워졌다. 1841년, 뉴 포트 요크는 포트 요크 서쪽 해안가에 완공되었다. 세 블록하우스는 19세기 중반까지 해체 및 철거되었다. 반대로, 뉴 포트 요크는 제2차 세계 대전이 끝날 때까지 군사적으로 사용되었다. 뉴 포트 요크의 대부분은 1951년에 철거되었지만, 새 요새의 장교 숙소는 여전히 남아 있다.

## 같이 보기
- 포트 두빌
- 포트 루이
- 포트 토론토
- 요새 목록
- 토론토의 가장 오래된 건물 및 건축물 목록
- 토론토의 박물관 목록

## 내용주
1. ↑  제이 조약이 1796년에 발효되기 전까지 영국군은 미국 북서부 영토의 여러 요새를 점령했다.
2. ↑  1850년대 이전에는 "서부 간극"이 토론토의 내항으로 들어가는 유일한 접근 지점이었다. 항구의 두 번째 접근 지점인 "동부 간극"은 반도가 본토에서 잘려 토론토 제도를 형성한 후 1850년대까지 형성되지 않았다.

## 추가 문헌
- Benn, Carl (1996). 《British Army Officer Housing in Upper Canada, 1784-1841》. 《Material Culture Review》 44. 79–96쪽.
- Benn, Carl (1993). 《Historic Fort York 1793-1993》. National Heritage and National History Incorporated. ISBN 0-9204-7479-9.
- Feltoe, Richard (2012). 《Redcoated Ploughboys: The Volunteer Battalion of Incorporated Militia of Upper Canada, 1813–1815》. Dundurn. ISBN 9781459700000.
- 《Fort York: Adding New Buildings》. Friends of Fort York. 2015. ISBN 978-0-9738208-0-5.
- Goddard, John (2014). 《Inside the Museums: Toronto's Heritage Sites and their Most Prized Objects》. Dundurn. 194–214쪽. ISBN 9781459730052.
- Sendzikas, Aldona (2011). 《Stanley Barracks: Toronto's Military Legacy》. Dundurn. ISBN 9781554887880.
- Stewart, Andrew M. (2008). 《New Stories from Toronto's Old Fort York:Assets in Place》 (PDF). 《Arch Notes》 13. 9–13쪽.
- Venovcevs, Anatolijs; Williams, Blake; Dunlop, John; Kellogg, Daniel (2015). 《Geospatial Data on Parade: The Results and Implications of the GIS Analysis of Remote Sensing and Archaeological Excavation Data at Fort York's Central Parade Ground》. 《Northeast Historical Archaeology》 44. 103–118쪽.